# Lourens Alma Tadema

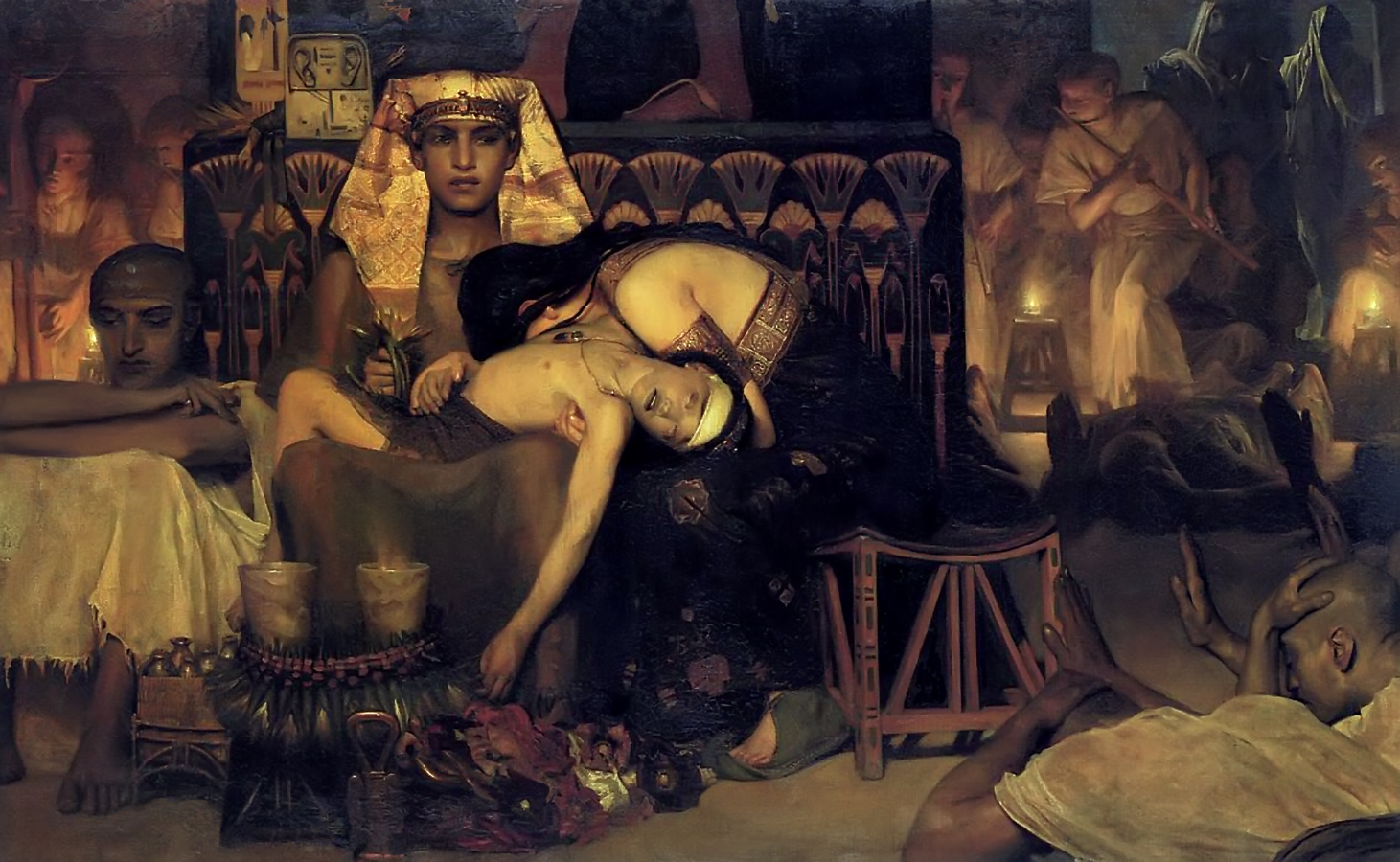
De dood van de eerstgeborene van de Farao, 1872.

Lourens Alma Tadema (Dronrijp, 8 januari 1836 – Wiesbaden, 25 juni 1912), ook bekend als Laurens Alma Tadema en Lawrence Alma-Tadema (sinds 24 mei 1899 Sir Lawrence Alma-Tadema), was een Nederlands-Brits kunstschilder, die werkte volgens de academische traditie. Hij was een van de meest gerenommeerde schilders van het laat-19e-eeuwse Groot-Brittannië.
Hij werd geboren in het Friese Dronrijp en ging naar school in de vlakbij gelegen Friese hoofdstad Leeuwarden. Na zijn opleiding tot schilder aan de Koninklijke Academie van Antwerpen werkte Tadema eerst een kleine tien jaar in België, alvorens hij zich in 1870 in Londen vestigde, waar hij de rest van zijn leven zou doorbrengen. Als schilder viel hij op door een klassieke onderwerpkeuze, gladde afwerking en realistische stofuitdrukking. Hij werd beroemd door zijn historische afbeeldingen van luxe en decadentie in het Romeinse Rijk, met smachtende figuren in prachtige marmeren interieurs, afgebeeld tegen een achtergrond van een blauwe Middellandse Zee of een azuurblauwe hemel.
Hoewel hij tijdens zijn leven werd bewonderd om zijn afbeeldingen van de klassieke oudheid, viel zijn werk na zijn dood en met name na de Eerste Wereldoorlog in ongenade. Waarna het zo'n veertig jaar werd genegeerd – niet toevallig net tijdens de hoogtijdagen van het modernisme. Pas eind jaren zestig nam de belangstelling voor zijn werk weer toe, in eerste instantie vanwege zijn belang voor de 19e-eeuwse Engelse kunst. Sinds het einde van de 20e eeuw worden in stijgende mate astronomische prijzen voor zijn werken betaald.

## Jonge jaren

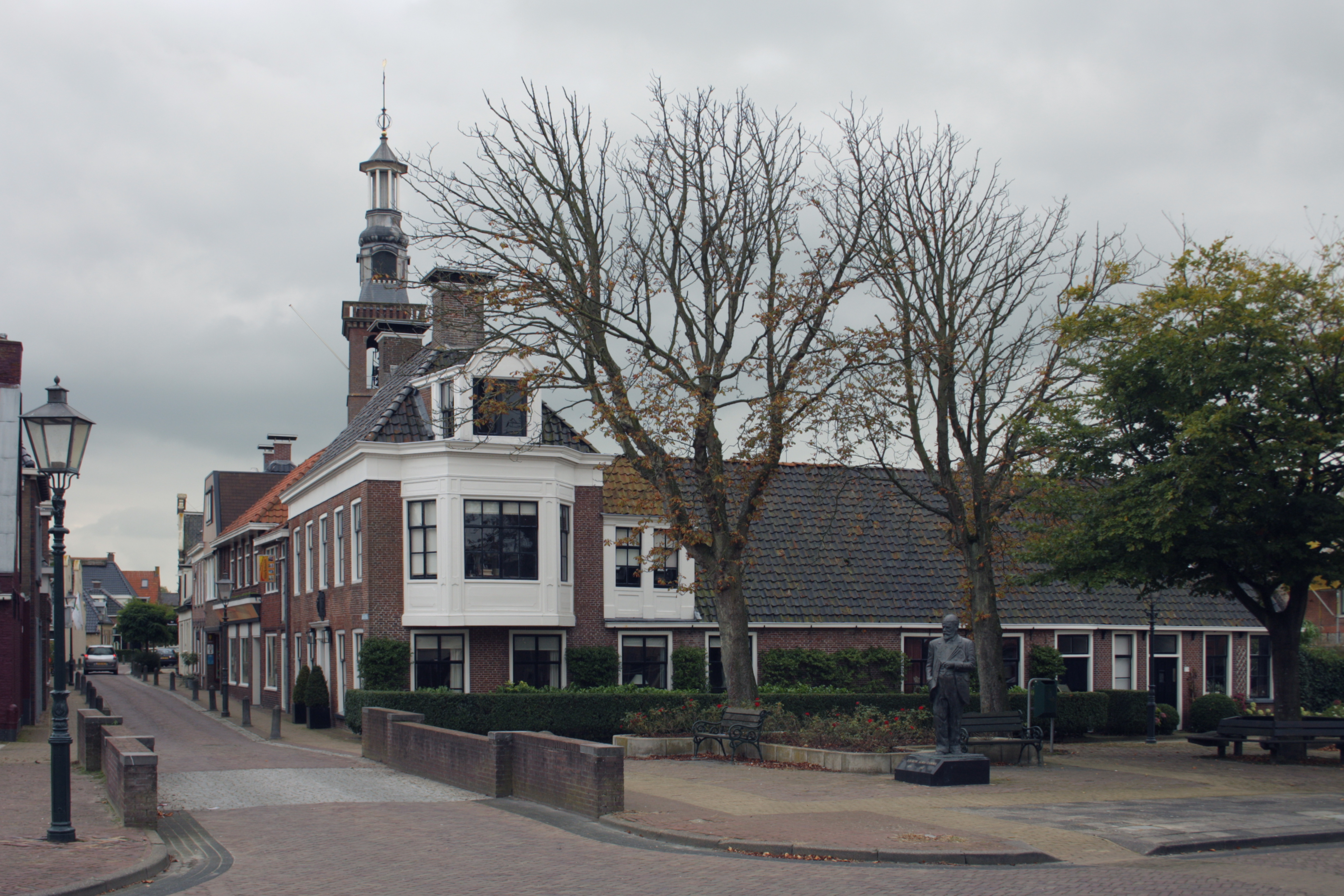
Geboortehuis van Lourens Alma Tadema te Dronrijp.

De schilder die later onder een iets andere naam bekend zou worden, werd geboren als Lourens Alma Tadema. Hij was het zesde kind van Pieter Jiltes Tadema (1797-1840), de dorpsnotaris, die drie zoons had uit een eerder huwelijk en het derde kind van zijn moeder, Hinke Dirks Brouwer (rond 1800-1863). Hinke Brouwer was de halfzuster van de eerste vrouw van Pieter Tadema. Haar eerste kind stierf reeds op jonge leeftijd en het tweede kind was Artje (rond 1834-rond 1876), Lourens' zuster, op wie hij bijzonder gesteld was – zijn eerste opusnummer werd een portret van Artje. Tadema is een oude Friese familienaam, terwijl de namen Lourens en Alma van zijn peetoom kwamen, een zwager van zijn moeder. Lourens zou later de Engelse voornaam Lawrence als voornaam gebruiken en de naam Alma aan zijn achternaam toevoegen, opdat zijn naam aan het begin van tentoonstellingscatalogussen, onder de "A" in plaats van onder de "T" voorkomt. Hij gebruikte zelf geen streepje tussen zijn twee achternamen; dat werd door anderen nagevolgd en is sindsdien de conventie geworden.
Beide ouders stamden uit de doopsgezinde gemeenschap van Bolsward. De familie Tadema verhuisde in 1838 van het kleine Dronrijp naar de nabijgelegen stad Leeuwarden. Hier woonde hij aan de Uniabuurt nummer 8, waar nu café De Ossekop is gevestigd. Zijn vader overleed toen Lourens vier jaar oud was. Zijn moeder bleef achter met vijf kinderen: Lourens, zijn oudere zuster, Artje en de drie oudere jongens uit het eerste huwelijk van zijn vader. Zijn moeder hield van kunst en besloot dat tekenlessen een onderdeel van de opvoeding van de kinderen zouden vormen. Lourens kreeg les van een lokale tekenaar, die was ingehuurd om zijn oudere halfbroers te onderwijzen.
In Leeuwarden bezocht Lourens het gymnasium. Het was de bedoeling dat hij rechten zou gaan studeren om daarna advocaat te worden, maar op zijn vijftiende stortte hij in 1851 lichamelijk en geestelijk in. Tering, dacht men en de verwachting was dat hij nog maar kort te leven had. Hij kreeg de vrijheid om de rest van zijn leven aan tekenen en schilderen te besteden. Aan zijn lot overgelaten herwon hij echter zijn gezondheid en besloot een carrière als kunstenaar na te streven.

## Opleiding in België

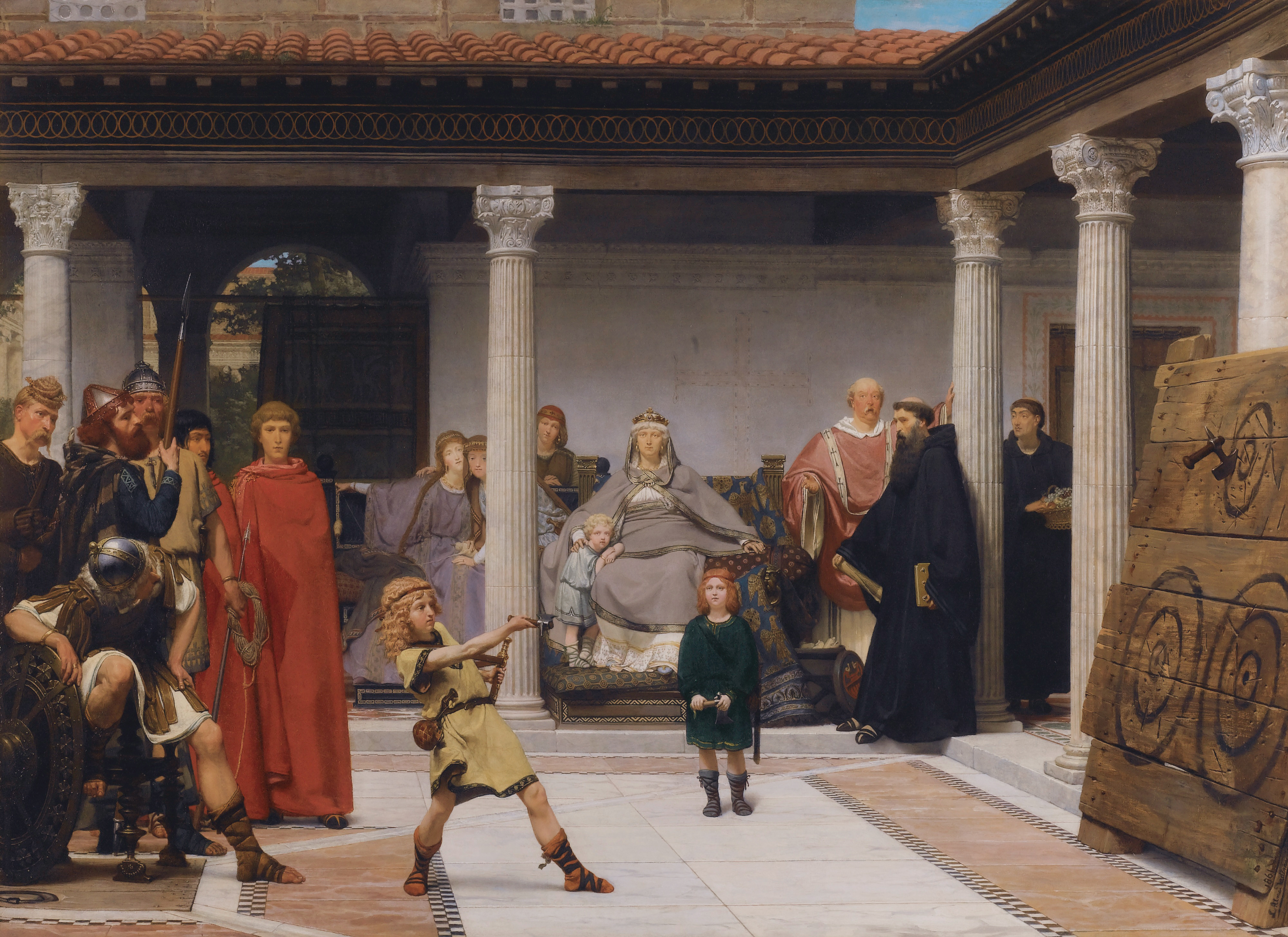
De opvoeding van de kinderen van Clovis (1861), olieverf, 127 × 176,8 cm, privécollectie. Clothilde, vrouw van Clovis brengt haar drie kinderen de kunst van het gooien met bijlen bij om hun vader te kunnen wreken.

In 1852 begon hij zijn opleiding aan de kunstacademie in Antwerpen. Hier kreeg hij les van Gustaaf Wappers, Jozef Van Lerius en Jan Antoon Verschaeren en bestudeerde hij onder andere vroeg-Nederlandse en -Vlaamse kunst. Tijdens de vier jaar dat Tadema als student stond ingeschreven won hij diverse prijzen. Hij signeerde zijn schilderijen met L. Alma Tadema.
Nog voordat hij de academie verliet, werd hij tegen het einde van 1855 assistent van de schilder en professor Louis Jean de Taeye, bij wie Alma Tadema aan de academie lessen geschiedenis en historische kostuums had gevolgd. Hoewel De Taeye geen bijzonder goede schilder was, had Alma Tadema respect voor hem en werd hij zijn atelierassistent. Hij werkte drie jaar voor De Taeye, die hem liet kennismaken met geschiedenisboeken over de Merovingische periode. Daaruit kwam zijn voorkeur voor Merovingische onderwerpen in het begin van zijn carrière voort. Ook werd hij aangemoedigd om in zijn schilderijen historische nauwkeurigheid na te streven; als kunstenaar zou hij hier bekend om worden. Alma Tadema verliet de studio van De Taeye in november 1858. Hij keerde korte tijd terug naar Leeuwarden alvorens zich in Antwerpen te vestigen, waar hij begon te werken met de schilder Hendrik Leys, wiens atelier hoog aangeschreven stond in België en die een paar jaar later baron zou worden.
Onder zijn begeleiding schilderde Alma Tadema zijn eerste belangrijke werk: De opvoeding van de kinderen van Clovis (1861). Toen dit werk dat jaar op het kunstcongres in Antwerpen werd tentoongesteld, veroorzaakte het schilderij een sensatie onder critici en kunstenaars. Er wordt gezegd dat deze gebeurtenis de basis legde voor zijn roem en reputatie. Alma Tadema vertelde dat, hoewel Leys het voltooide schilderij beter vond dan hij had verwacht, hij kritisch was over de behandeling van marmer, dat hij vergeleek met kaas. Alma Tadema nam deze kritiek zeer serieus: hij verbeterde zijn techniek en werd 's werelds beste schilder van marmer en graniet, bekend om zijn realistische stofuitdrukking. Ondanks de verwijten van zijn leermeester werd De opvoeding van de kinderen van Clovis eervol ontvangen door zowel critici als kunstenaars. Het werd uiteindelijk verkocht en vervolgens geschonken aan koning Leopold I van België.

## Vroeg werk

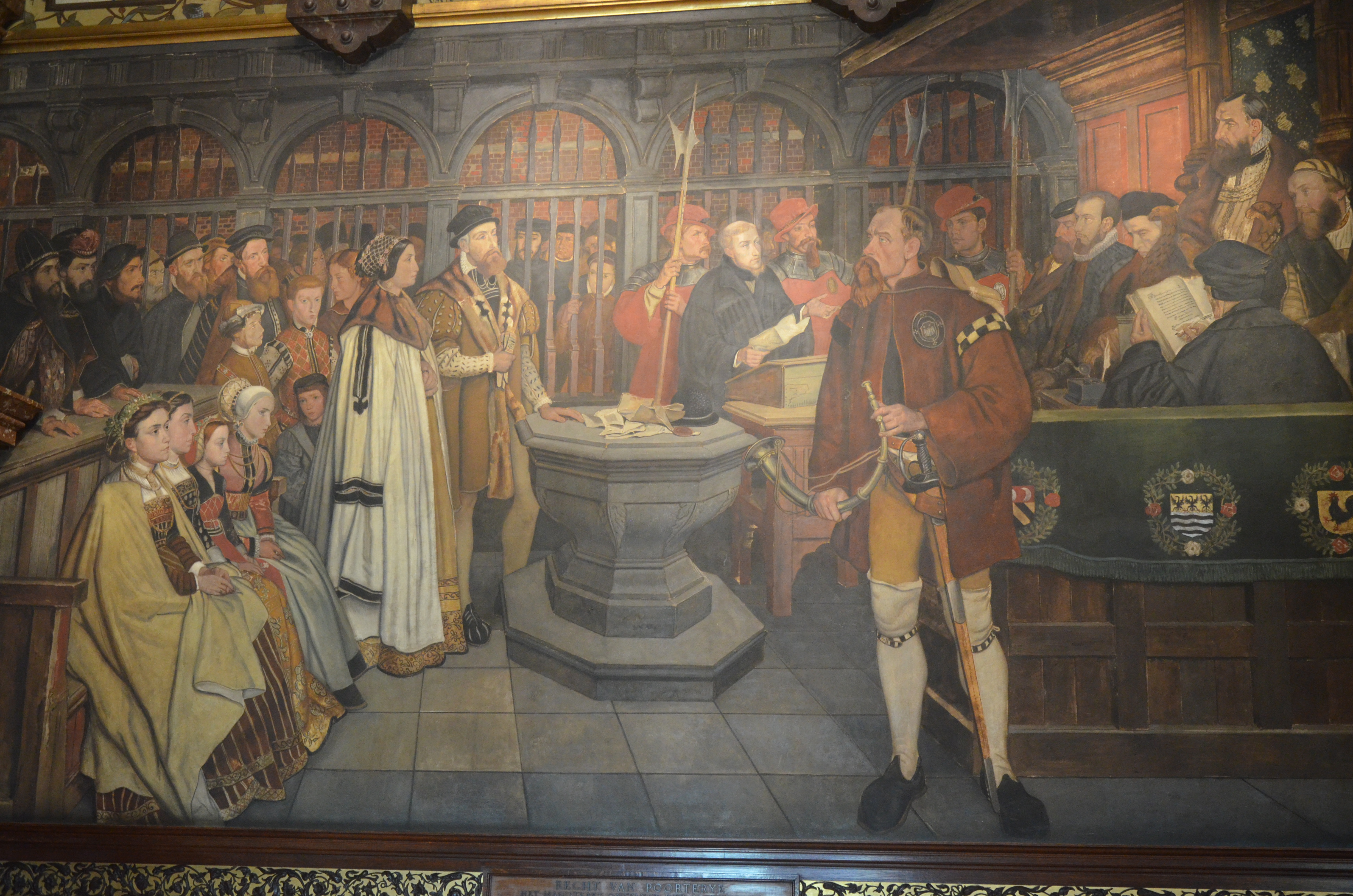
Wandschildering door Hendrik Leys met medewerking van Alma Tadema in de Leyszaal van het Antwerpse stadhuis.

Tot aan het midden van de jaren 1860 vormden Merovingische thema's Alma Tadema's favoriete onderwerp. Aangezien deze onderwerpen echter geen brede internationale uitstraling hadden, stapte hij over naar thema's in het leven in het oude Egypte. Deze schilderijen waren meer in trek. Alma Tadema besteedde veel aandacht aan het zo realistisch mogelijk weergeven van deze scènes uit het Frankische en Egyptische leven en deed veel onderzoek. Hij werkte samen met Leys aan de wandschilderingen op het Schoon Verdiep van het Antwerpse stadhuis, historische taferelen uit de geschiedenis der Nederlanden voorstellend. In 1862 verliet Alma Tadema het atelier van Leys en begon zijn eigen carrière.
Het jaar 1863 was een belangrijk keerpunt in het persoonlijke en professionele leven van Alma Tadema: op 3 januari overleed zijn invalide moeder en op 24 september trad hij op het stadhuis van Antwerpen in het huwelijk met Marie-Pauline Gressin Dumoulin, de dochter van Eugene Gressin Dumoulin, een Franse journalist, die in de buurt van Brussel woonde. Er is niets bekend over hun eerste ontmoeting en slechts weinig over Pauline zelf, aangezien Alma Tadema na haar dood in 1869 nooit over haar sprak. Haar beeltenis komt voor in een aantal van Alma Tadema's olieverfschilderijen en hij portretteerde haar drie keer. Het opvallendste portret is Mijn atelier (1867). Het echtpaar kreeg drie kinderen. Hun oudste en enige zoon Eugenius leefde slechts een paar maanden en stierf aan de pokken. Hun twee dochters, Laurence (1865-1940) en Anna (1867-1943) hadden beiden artistieke ambities: Laurence in de literatuur, Anna in de schilderkunst. Geen van beiden zou trouwen.

## Van 1863 tot en met 1869

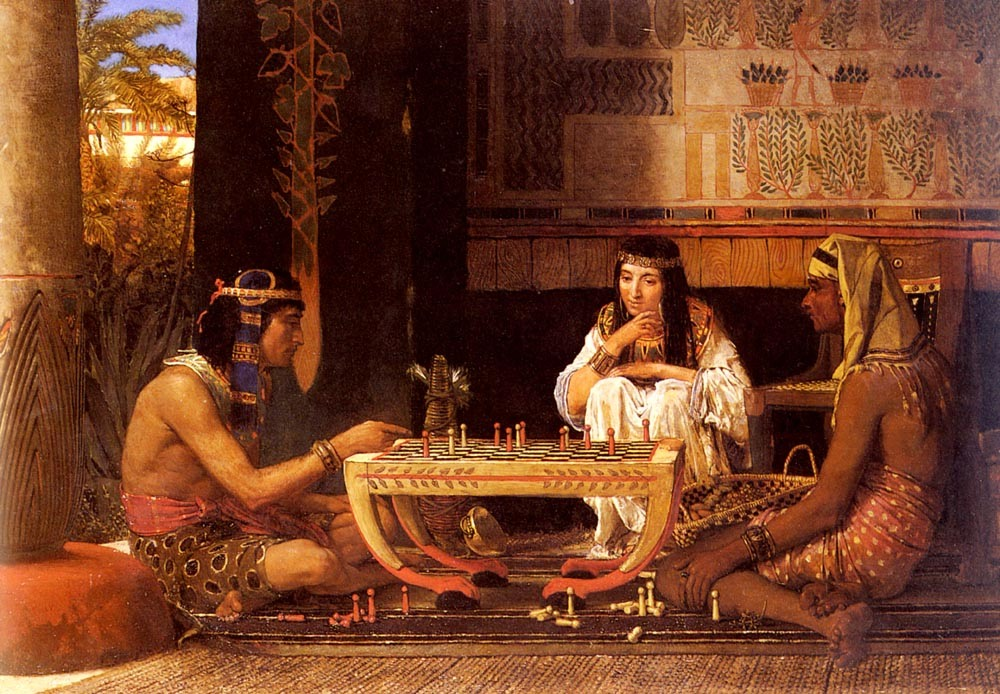
Egyptische schakers, 1865

Alma Tadema en zijn vrouw brachten hun huwelijksreis in Florence, Rome, Napels en Pompeï door. Dit eerste bezoek aan Italië wekte zijn interesse voor het leven van het oude Rome. Met name de ruïnes van Pompeï inspireerden hem blijvend.
In de zomer van 1864 ontmoette Alma Tadema Ernest Gambart, de voornaamste kunsthandelaar van die periode. Gambart was diep onder de indruk van het werk van Tadema, die destijds werkte aan Egyptische schakers (1865). De kunsthandelaar bestelde vierentwintig schilderijen en stelde drie in Londen ten toon. In 1865 verhuisde Alma Tadema naar Brussel, waar hij werd benoemd tot Ridder in de Leopoldsorde.
Na een aantal jaren met een slechte gezondheid gekampt te hebben overleed zijn vrouw Pauline op 28 mei 1869 op tweeëndertigjarige leeftijd te Schaarbeek aan de pokken. Haar dood liet Tadema ontredderd achter. Hij schilderde bijna vier maanden niets. Zijn zus Artje zorgde voor zijn twee dochters, toen twee en bijna vier jaar oud, nam de rol van huishoudster op zich en bleef bij het gezin tot 1873, toen zij in het huwelijk trad.
Tijdens de zomer van 1869 kreeg Alma Tadema gezondheidsklachten, waar de artsen in Brussel geen diagnose voor konden stellen. Gambart adviseerde hem uiteindelijk om in Londen medisch advies in te winnen. Al snel na zijn aankomst in Londen in december 1869 werd Alma Tadema thuis uitgenodigd bij de schilder Ford Madox Brown. Daar ontmoette hij Laura Theresa Epps, die toen zeventien jaar oud was. Het was van zijn kant liefde op het eerste gezicht.

## Verhuizing naar Engeland

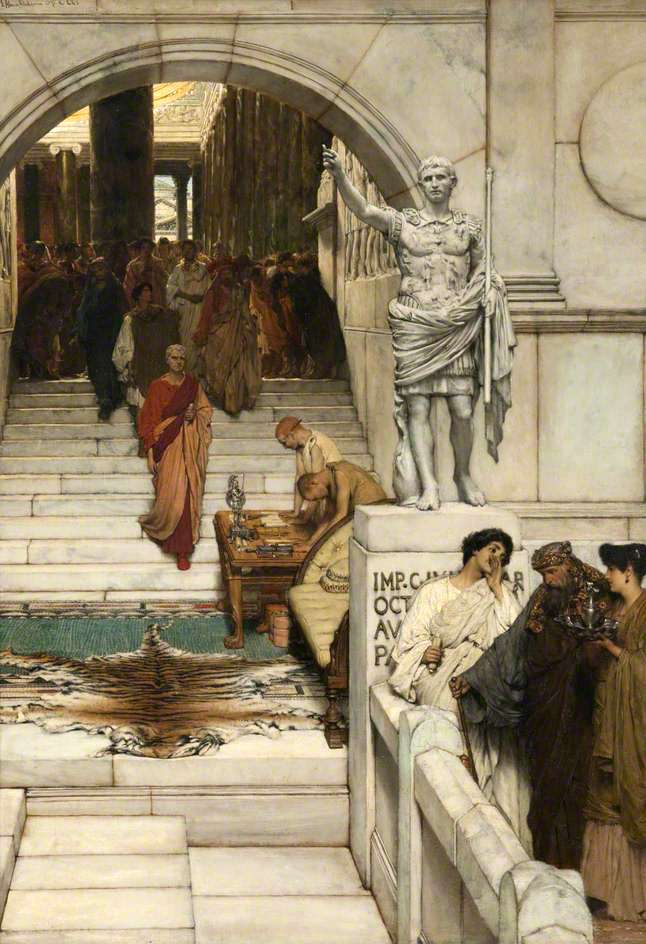
Een audiëntie bij Agrippa (An Audience at Agrippa's, 1876)

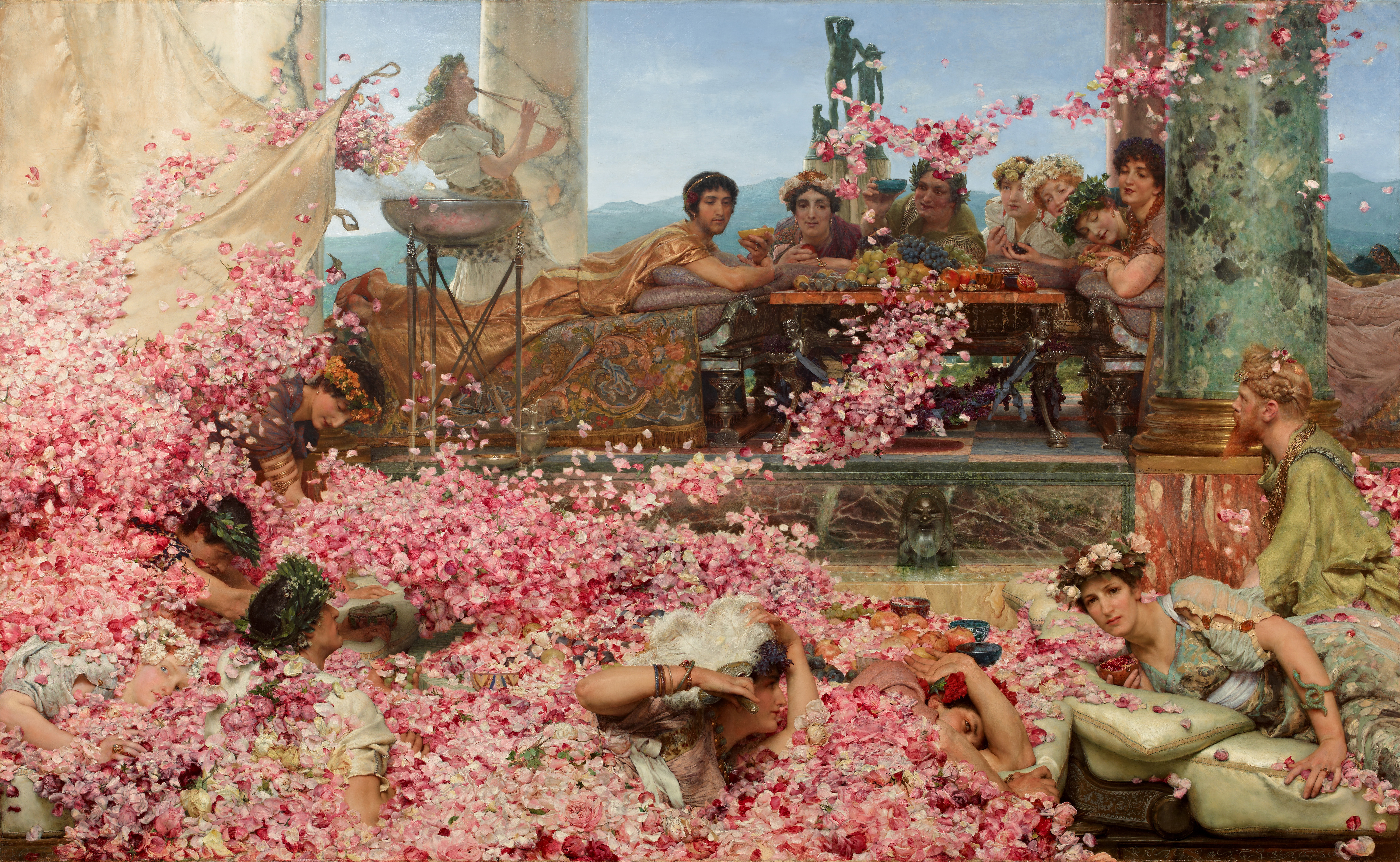
De rozen van Heliogabalus, 1888

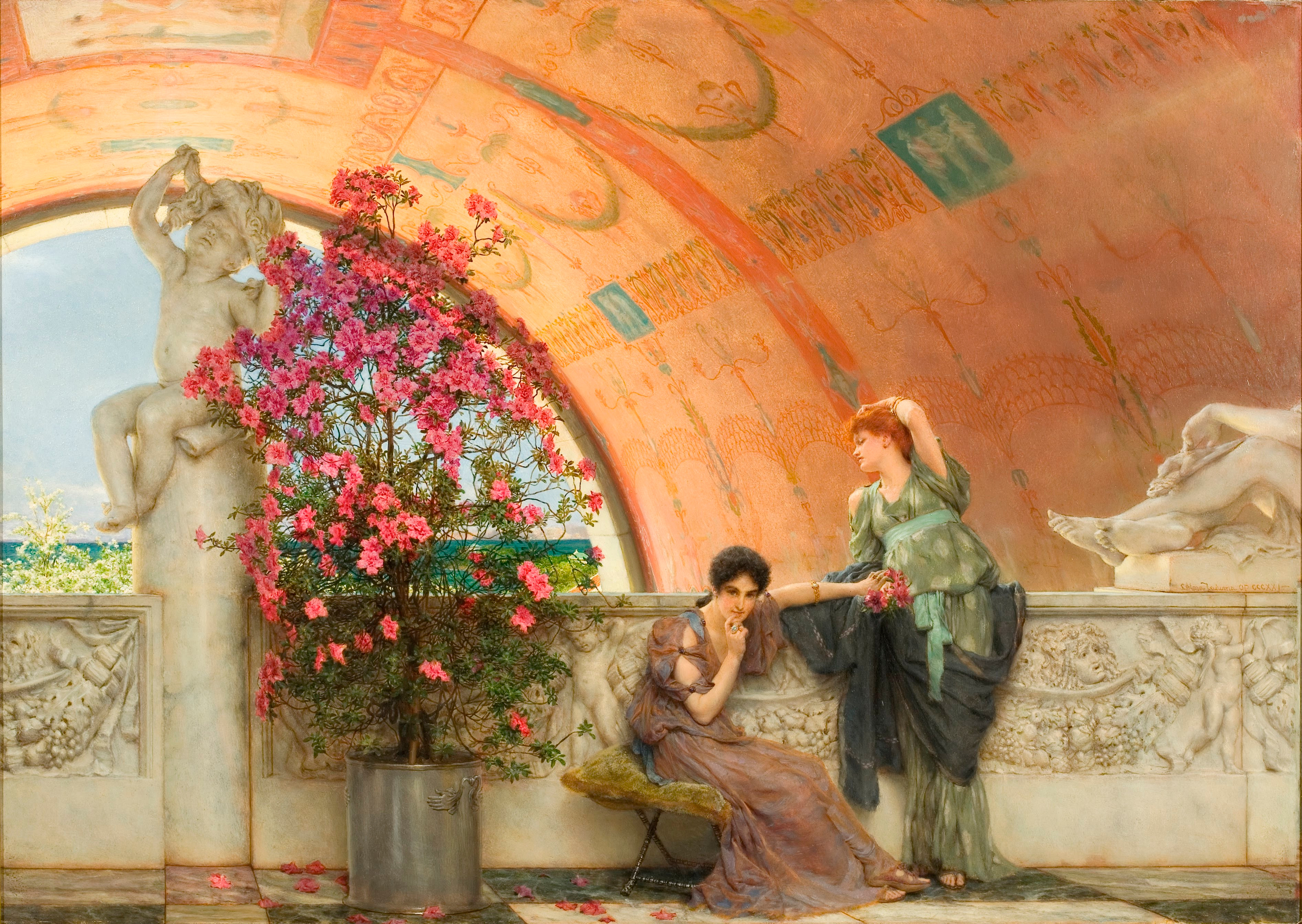
Unconscious rivals (1893), olieverf, 45 × 63 cm, Bristol City Museum and Art Gallery

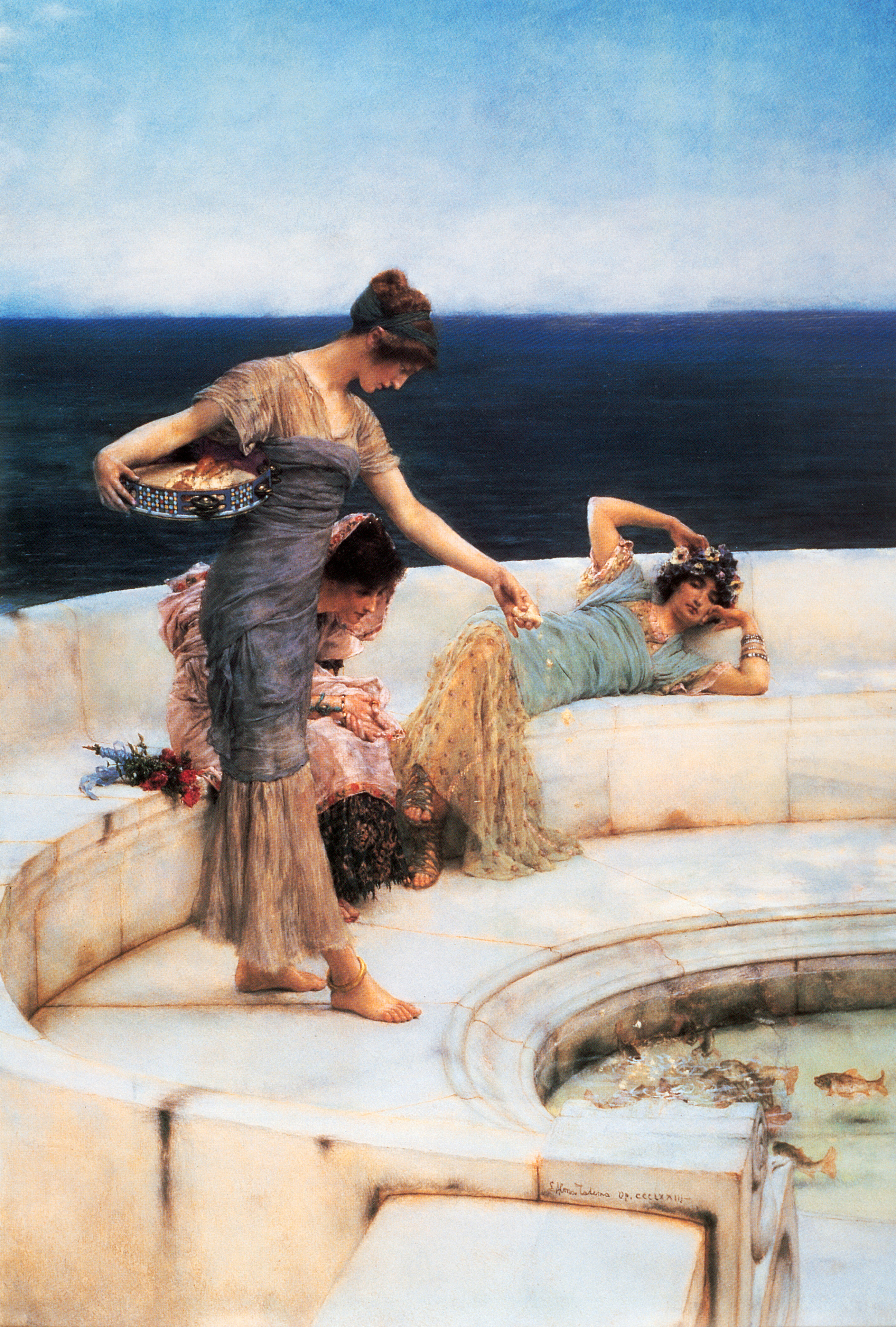
Zilveren favorieten. Silver Favourites, 1903. Olieverf op paneel. Manchester Art Gallery

Door het uitbreken van de Frans-Pruisische Oorlog in juli 1870 voelde Alma Tadema zich gedwongen om naar Londen te verhuizen. Verliefdheid op Laura Epps speelde een grote rol in deze beslissing. Ook was zijn agent Gambart van mening dat deze verhuizing voordelig zou kunnen zijn voor zijn carrière als kunstenaar. Toen hem gevraagd werd naar de reden van de verhuizing, zei Tadema eenvoudig:

Ik verloor mijn eerste vrouw, een Franse dame met wie ik in 1863 getrouwd was. Ik had altijd een grote voorliefde voor Londen, de enige stad waar mijn werk tot dan toe kopers had gevonden. Ik besloot het vasteland te verlaten en mij in Engeland te vestigen, waar ik een echt thuis heb gevonden.

Met zijn nog jonge dochters en zijn zus Artje kwam Alma Tadema in het begin van september 1870 in Londen aan. De schilder nam snel contact op met Laura. Er werd afgesproken dat hij haar schilderlessen zou geven. Tijdens een van deze lessen vroeg hij haar ten huwelijk. Hij was toen vierendertig en Laura nog maar achttien. Haar vader was aanvankelijk tegen de verbintenis gekant, maar ging uiteindelijk akkoord onder voorwaarde dat zij moesten wachten tot zij elkaar beter kenden. Alma Tadema en Laura Theresa Epps trouwden in juli 1871. Laura werd ook een bekend kunstenares. Zij figureert in tal van Alma Tadema's schilderijen, zoals De vrouwen van Amphissa (1887) en Interrupted (1880, opus CCXIII (213)). Dit tweede huwelijk was langdurig en gelukkig, maar bleef kinderloos. Laura werd de stiefmoeder van Laurence en Anna.
Direct na zijn aankomst in Engeland, waar hij de rest van zijn leven zou doorbrengen, nam zijn carrière een grote vlucht. Hij werd een van de beroemdste en best betaalde kunstenaars van zijn tijd. Tegen 1871 had hij alle belangrijke Prerafaëlitische schilders ontmoet en tot vrienden gemaakt. Mede onder invloed van de Prerafaëlieten werd zijn palet feller, varieerde hij zijn kleuren, en ging hij tot een lichtere penseelvoering over.
In 1872 voerde Alma Tadema een identificatiesysteem in voor zijn schilderijen door een opusnummer in Romeinse cijfers onder zijn handtekening af te beelden en achteraf ook aan zijn eerdere schilderijen opus-nummers toe te kennen. Portret van mijn zuster, Artje, geschilderd in 1851, kreeg opusnummer I (1), terwijl het twee maanden voor zijn dood voltooide Voorbereidingen in het Colosseum, opusnummer CCCCVIII (408) kreeg. Dit maakte het moeilijker om vervalsingen van zijn werk voor echt door te laten gaan.
In 1873 werd Alma Tadema genaturaliseerd tot Engelsman. Het jaar daarvoor hadden hij en zijn vrouw vijf en een halve maand door het vasteland van Europa gereisd. Zij bezochten Brussel, Duitsland en Italië. In Italië konden ze opnieuw oude ruïnes bezoeken. Deze keer kocht hij foto's, vooral van ruïnes. Hiermee begon zijn grote collectie van materiaal voor toekomstige schilderijen. In januari 1876 huurde hij een atelier in Rome. De familie keerde in april terug naar Londen. Op de terugreis werd nog de Parijse Salon bezocht.
Een belangrijk schilderij uit deze periode is Een audiëntie bij Agrippa (An Audience at Agrippa's, 1876). Toen een bewonderaar van het schilderij een flink bedrag bood voor een schilderij met een soortgelijk thema, draaide Alma Tadema Agrippa om in Na de audiëntie (1879).
In 1879 werd hij toegelaten tot de Royal Academy of Arts. In 1899 werd hij in Engeland geridderd en hij mocht zich daarom Sir Lawrence noemen. Alma Tadema was ook commandeur in de Orde van de Nederlandse Leeuw en werd in 1881 opgenomen in de exclusieve Pruisische Orde "Pour le Mérite".
In 1883 keerde hij terug naar Rome en vooral naar Pompeï, waar sinds zijn laatste bezoek verdere opgravingen hadden plaatsgevonden. Hij besteedde veel tijd aan deze opgravingen. Met zijn groeiende kennis van het Romeinse dagelijks leven, verschaften deze excursies hem vele onderwerpen voor zijn schilderijen. Sommige critici vonden echter dat hij soms te ver ging en zoveel voorwerpen op zijn schilderijen afbeeldde, dat deze soms aan museumcatalogi deden denken. Een ander punt van kritiek betrof zijn weergave van de antieke witmarmeren beelden in felle kleuren. Het was in die jaren nog nauwelijks bekend, dat ze in de Oudheid beschilderd waren geweest.
Een van zijn beroemdste schilderijen is De rozen van Heliogabalus (1888), gebaseerd op een episode uit het leven van de losbandige Romeinse keizer Heliogabalus. Het schilderij beeldt de psychopathische keizer af, terwijl deze tijdens een orgie bezig is een gast te bedekken onder een confetti van rozenblaadjes. De afgebeelde bloesems werden in de winter van 1887-1888 gedurende vier maanden wekelijks van de Côte d'Azur naar het atelier van de kunstenaar in Londen verstuurd.
Andere belangrijke werken uit deze periode zijn An earthly paradise (Een aards paradijs) (1891), Unconscious rivals (Onbewuste rivalen) (1893), Spring (Lente) (1894), The Coliseum (Het Colosseum) (1896) en The Baths of Caracalla (De thermen van Caracalla) (1899). Hoewel Alma Tadema's faam berust op schilderijen met thema's uit de Klassieke oudheid, schilderde hij ook portretten, landschappen en aquarellen. Ook maakte hij een aantal etsen. Andere schilders maakten vele etsen naar zijn schilderijen.
Alma Tadema was een rondborstige en vrolijke man. Zijn luxueuze en grotendeels marmeren atelier in Londen was een trefpunt voor de society, waar het er vrolijk aan toeging. Alma Tadema was atheïst.

## Latere jaren
Alma Tadema's productiviteit verminderde met de jaren. Dit was gedeeltelijk te wijten aan een slechte gezondheid, maar ook zijn obsessie om zijn nieuwe huis te decoreren speelde hierbij een rol. Hij verhuisde in 1883 naar dit nieuwe huis. Vanaf 1880 tot in de jaren 1890 exposeerde hij veel en ontving hij veel prijzen en eerbewijzen, waaronder in 1889 de eremedaille op de Wereldtentoonstelling van 1889 in Parijs, zijn verkiezing in 1890 tot erelid van de Oxford University Dramatic Society en de Grote Gouden Medaille op de Wereldtentoonstelling van 1897 in Brussel. In 1899 werd hij in Engeland geridderd, de achtste kunstenaar afkomstig van het continent die deze eer te beurt viel. Niet alleen hielp hij bij de organisatie van de Britse inzending op de wereldtentoonstelling van 1900 in Parijs, ook stelde hij twee van zijn werken ten toon, wat hem het Grand Prix Diploma opleverde. Hij heeft ook geholpen bij de wereldtentoonstelling van 1904 in St. Louis, waar zijn werk ruim was vertegenwoordigd en goed werd ontvangen.
In deze jaren was Alma Tadema zeer actief met ontwerp en productie van theater. Hij ontwierp bijvoorbeeld veel kostuums. Verder van de schilderkunst verwijderd begon hij ook meubels te ontwerpen, vaak gemodelleerd op basis van Pompeijaanse of Egyptische motieven, illustraties, textiele vormen en frames. Deze diverse activiteiten onderstreepten zijn brede talent. De opgedane kennis gebruikte hij ook weer bij het maken van zijn schilderijen; vaak beeldde hij de door hem ontworpen meubels af in zijn schilderijen, ook kleedde hij zijn vrouwelijke modellen in de door hem ontworpen kostuums. De schilderijen van Alma Tadema uit deze periode tonen vaak vrouwen op marmeren terrassen met uitzicht op de Middellandse Zee, zoals in de Silver favourites (Zilveren favorieten) (1903). Tussen 1906 en zijn dood zes jaar later schilderde Alma Tadema weliswaar minder, maar nog steeds produceerde hij ambitieuze schilderijen, zoals The finding of Moses (Het vinden van Mozes) (1904).

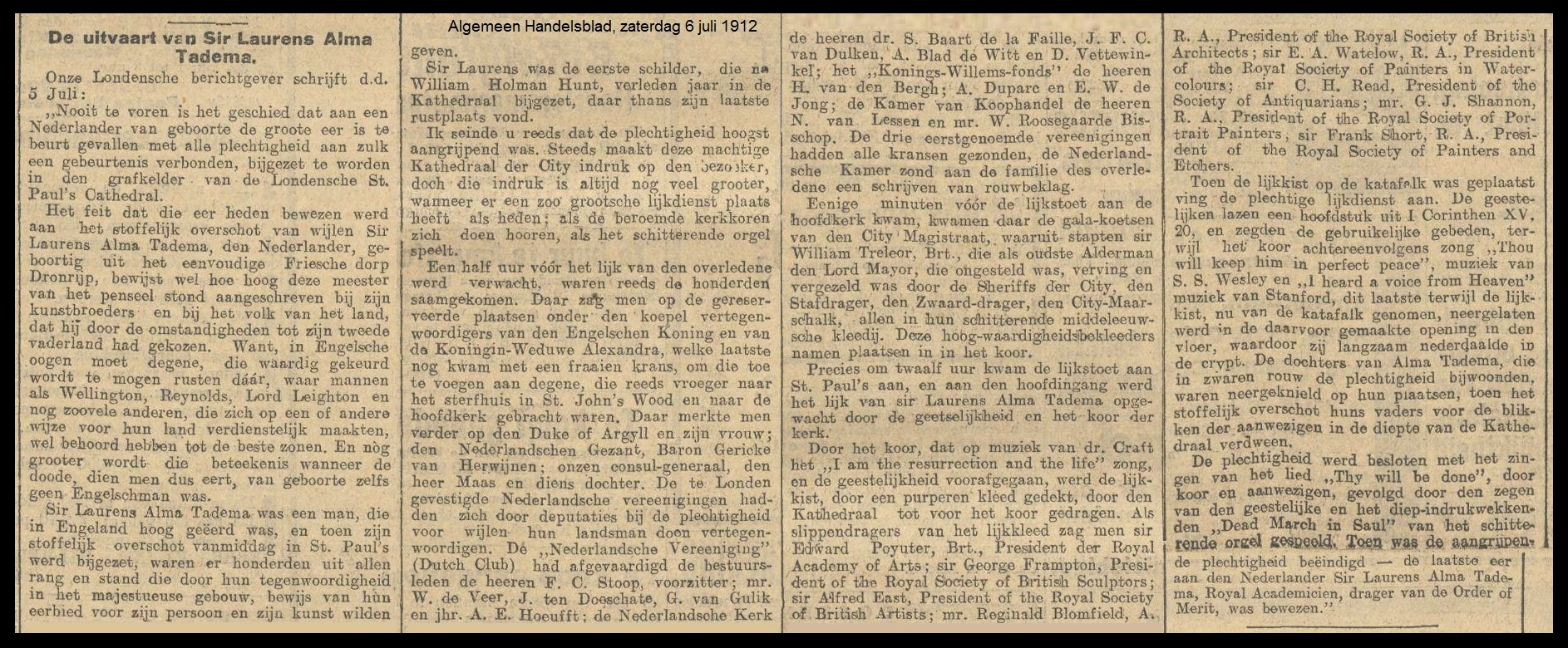
Beschrijving van Alma Tadema's uitvaart in St. Paul's Cathedral in Londen. Het artikel noemt vele van de aanwezige hoogwaardigheidsbekleders. Leesbaar bij aanklikken.

Op 15 augustus 1909 overleed Alma Tadema's vrouw Laura op zevenenvijftigjarige leeftijd. De door verdriet getroffen weduwnaar overleefde zijn tweede vrouw minder dan drie jaar. Zijn laatste grote compositie was de Voorbereiding in het Colosseum (1912). In de zomer van 1912 bezocht Alma Tadema, vergezeld door zijn dochter Anna, het Kaiserhof Spa in Wiesbaden om daar een behandeling voor maagzweren of maagkanker te ondergaan. Hij overleed er op 28 juni 1912 op de leeftijd van zesenzeventig jaar en werd op 5 juli bijgezet in een crypte van St Paul's Cathedral in Londen, een zeer grote eer voor iemand die niet Brits van geboorte was. De dienst werd bijgewoond door vele Britse en Nederlandse hoogwaardigheidsbekleders, o.a. door vertegenwoordigers van het Britse koningshuis.
Alma Tadema liet twee vrijgezelle dochters achter, de schrijfster Laurence Alma-Tadema (Laurence) en schilderes Anna Alma-Tadema. Het atelier is bewaard gebleven, maar het is na hun dood vervallen en later in appartementen opgedeeld. In de jaren na zijn overlijden werd het neoclassicistische werk van Alma Tadema door kunstkenners niet meer op prijs gesteld.

## Schilderstijl en navolging
De schilderijen van Alma Tadema vallen op vanwege de aandacht voor details, de gladde afwerking en de realistische stofuitdrukking. Zijn meeste werken tonen geïdealiseerde scènes uit de geschiedenis, vooral de klassieke oudheid.
Alma Tadema streefde er door zorgvuldig archeologisch en architectonisch onderzoek naar, dat ieder gebouw op zijn doeken met Romeinse methoden nagebouwd zou kunnen worden. Dit leidde ertoe dat Hollywood-regisseurs zijn schilderijen als bron gebruikten om hun visie op de antieke wereld te ontwikkelen. Voorbeelden zijn Intolerance (1916) van D.W. Griffith en Ben Hur (1926). Van Cecil B. DeMille zijn te noemen Cleopatra (1934) en de epische remake van De Tien Geboden (1956). Jesse Lasky Jr, de medeauteur van De Tien Geboden, beschreef hoe de regisseur decorbouwers meestal aan de hand van uitgespreide afdrukken van Alma Tadema's schilderijen uitlegde welk effect hij wilde bereiken. Kort geleden werden de schilderijen van Alma Tadema als een centrale inspiratiebron gebruikt voor het Romeinse epos Gladiator, dat met een Oscar bekroond werd. Alma Tadema's schilderijen dienden in 2005 als voorbeeld voor het ontwerp van het interieur van het Cair Paravel-kasteel in de film De kronieken van Narnia: de leeuw, de heks en de Kleerkast.

## Waardering

### In Nederland

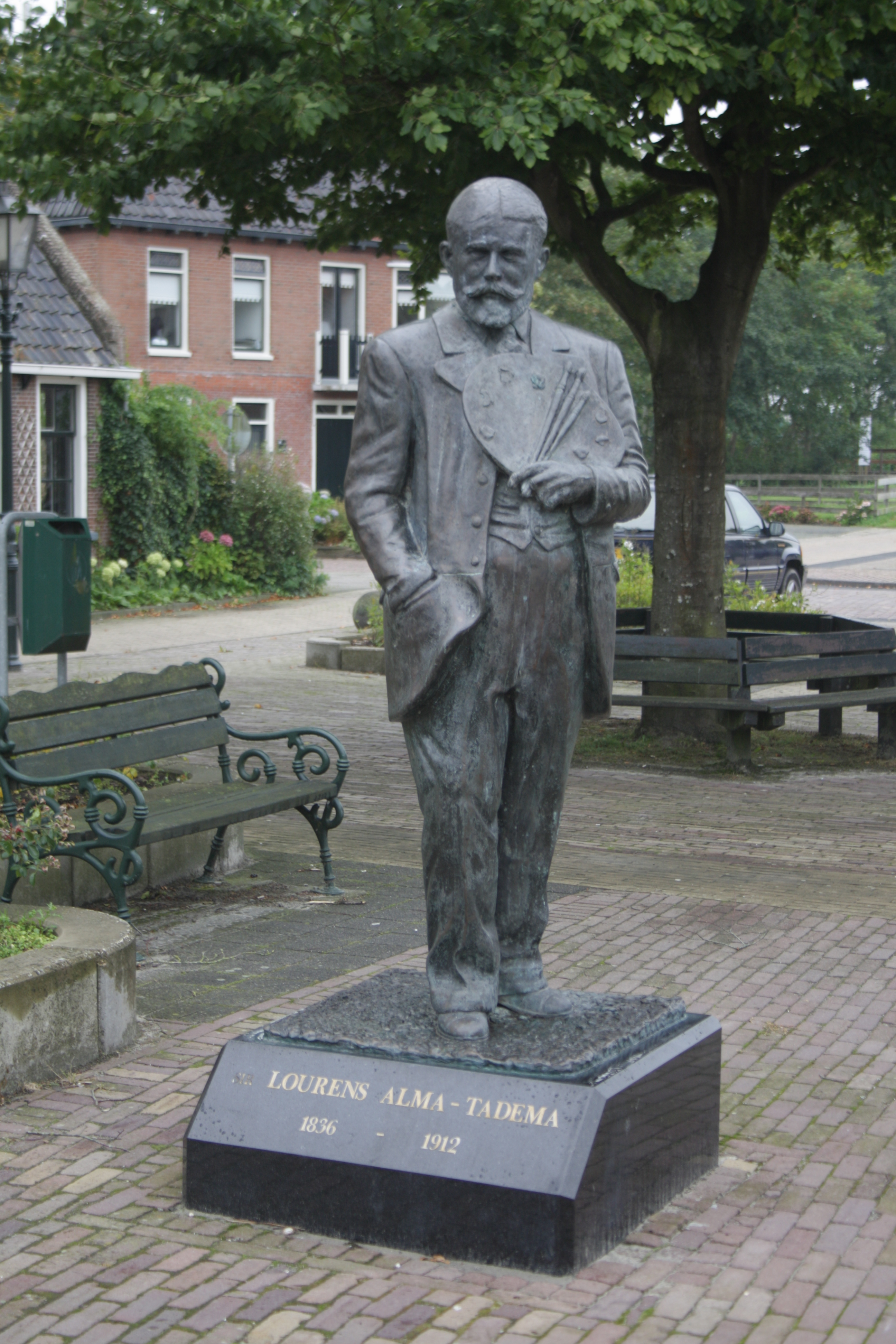
Standbeeld van Alma Tadema in Dronrijp

Uit zijn eigen familiekring kende hij de schilder Hendrik Willem Mesdag, een achterneef van hem. De grootmoeder van moederszijde van Alma Tadema heette Riemke Tacos Mesdag. Alma Tadema gaf zelfs nog schilderles aan Mesdags vrouw Sientje van Houten, een zuster van de liberale Groningse politicus Samuel van Houten. Hij introduceerde Hendrik Mesdag in België bij de in België wonende schilder Willem Roelofs. De gebroeders Maris (Willem, Matthijs en Jacob) kende hij uit zijn tijd dat hij in Antwerpen aan de academie studeerde.
In Nederland wijdde de literator Carel Vosmaer verschillende artikelen aan het werk van Alma Tadema. De Haagse schrijver Louis Couperus bezocht hem in 1898 in Londen. Hij kon het echter minder goed met Alma Tadema vinden, ondanks de gedeelde interesse in de oudheid. Couperus was echter wel zeer onder de indruk van het huis van de schilder.
In de periode van 1918 tot 1990 werd Alma Tadema in Nederland niet of nauwelijks gewaardeerd en in Nederlandse musea was zijn werk lange tijd spaarzaam vertegenwoordigd. Het Van Gogh Museum en het Fries Museum bezitten werk van hem. Laatstgenoemd museum organiseerde in 2016/2017 een grote overzichtstentoonstelling, die vervolgens in Londen en Wenen te zien was.
Pas sinds de jaren negentig trekt hij ook in Nederland weer meer belangstelling. In december 2010 werd hij zelfs door de toenmalige staatssecretaris van cultuur Halbe Zijlstra aangehaald in een brief aan de Tweede Kamer, waarin Zijlstra zijn voornemen om op cultuur te bezuinigen toelichtte. Alma Tadema zou hebben gezegd: "Zolang ik schilder, ben ik kunstenaar, als het af is, ben ik zakenman".

#### Werk in Nederlandse musea
| Museum                        | Beschrijving                                                                                               | Opusnummer | Jaartal       | Type                                 | Opmerking                                        |
| ----------------------------- | --- | ---------- | ------------- | ------------------------------------ | ------------------------------------------------ |
| Fries Museum                  | Zelfportret                                                                                                | 2          | 1852          | Doek, 55,9 × 48,3 cm                 | Jeugdwerk                                        |
| Fries Museum                  | Portret van mijn moeder                                                                                    | 3          | 1852          | Doek, 24,5 × 19,2 (ovaal)            | Jeugdwerk                                        |
| Rijksmuseum Amsterdam         | Maria Magdalena (gedeelte)                                                                                 | -          | 1854          | Doek                                 | Niet op Alma Tadema's eigen opuslijst            |
| Fries Museum                  | Kerkinterieur van de San Clementebasiliek                                                                  | 19         | 1863          | Doek, 63,5 × 51                      | -                                                |
| Fries Museum                  | Bezoek van koningin Fredegonde aan de stervende bisschop Praetextatus                                      | 20         | 1864          | Doek, 99 × 135,8                     | -                                                |
| Fries Museum                  | Entrance to a Roman theatre                                                                                |            | 1866          | Doek, 70,41 × 98,4                   | -                                                |
| Rijksmuseum Amsterdam         | Een Egyptische weduwe                                                                                      | 99         | 1872          | Paneel, 73,9 × 98,1                  | -                                                |
| Rijksmuseum Amsterdam         | De dood van de eerstgeborene van de Farao (tweede versie)                                                  | 103        | 1872          | Doek, 74,9 × 124,5                   | -                                                |
| Stedelijk Museum (Amsterdam)  | Hadrianus in Engeland                                                                                      | 261        | 1884          | -                                    | Deel van het in drie stukken gesneden schilderij |
| Paleis Soestdijk              | Hadrianus in Engeland                                                                                      | 261        | 1884          | -                                    | Deel van het in drie stukken gesneden schilderij |
| De Mesdag Collectie, Den Haag | De inscheping                                                                                              | 56         | 1868          | Doek, 83,3 × 56                      | Aan Hendrik Willem Mesdag gerelateerd            |
| De Mesdag Collectie, Den Haag | Portretstudie voor mevrouw Mesdag                                                                          | 93         | 1871          | Paneel, 25,8 × 12                    | -                                                |
| De Mesdag Collectie, Den Haag | Paneel voor de deur van de studio van H.W. Mesdag: Lente in de tuinen van de Villa Borghese (derde versie) | 184        | 1874          | Doek op paneel, 20,2 × 53,5          | -                                                |
| Amsterdam Museum              | Anno 1812. Kapitein Benthien aan de Beresina                                                               | -          | 1859-1869 (?) | Olieverf op doek.                    | Niet op Alma Tadema's eigen opuslijst            |
| Van Gogh museum               | Door een poortje (ICN: Onder een Romeinse boog)                                                            | 139        | 1874          | Paneel, 29,3 × 21,6 (ICN: 35 × 28,5) | [ 26 ]                                           |
| Dordrechts Museum             | Venantius Fortunatus bij het voorlezen van zijn gedichten aan Radagonda VI                                 | 15         | 1862          | Doek, 65 × 83,1                      | -                                                |
| Groninger Museum              | Het esthetische gezicht: Madame Dumoulin, Pauline en Laurense                                              | 45         | 1867          | Paneel, 42,5 × 54                    | -                                                |
| Kunstmuseum Den Haag          | Portret van Tine Son-Maris                                                                                 | 351        | 1898          | Paneel, 23 × 12                      | -                                                |
| Maarten Maartenshuis in Doorn | Portret van Dr. J.M.W. van der Poorten-Schwartz (Maarten Maartens)                                         | 395        | 1909          | Potlood, 13,7 × 21,5                 | -                                                |

### Internationale herwaardering

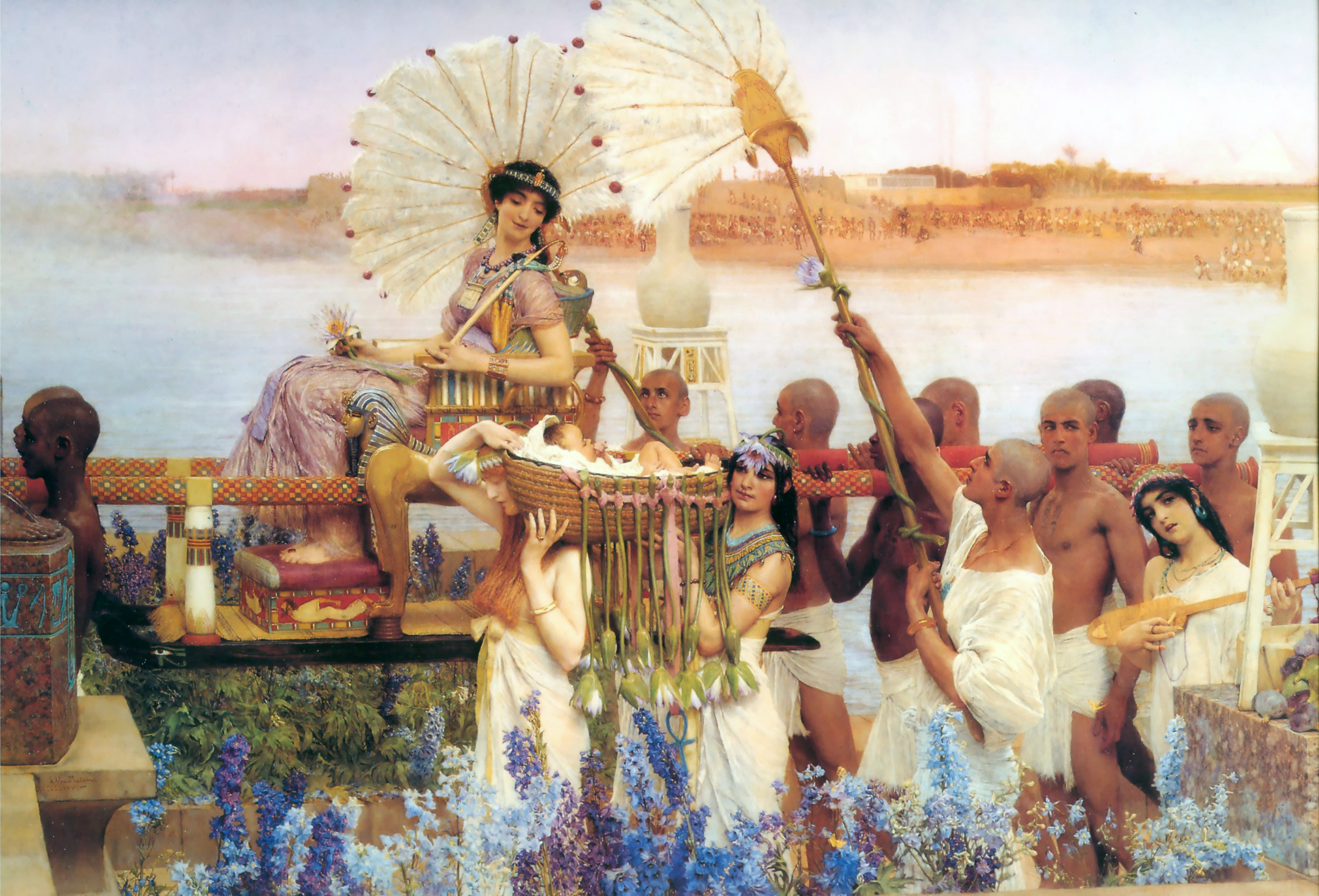
The Finding of Moses, 1904, opus CCCLXXVII (377). Olieverf, 137,7 × 213,4 cm, privécollectie

De waardering voor het werk van Alma Tadema kende hoge pieken en diepe dalen. In de vroege jaren twintig van de 20e eeuw viel zijn werk in ongenade. In een afrekening met de victoriaanse tijd werd hij door belangrijke critici als John Ruskin de slechtste schilder van de 19e eeuw genoemd. De prijzen voor zijn werk bereikten een dieptepunt rond 1960: maar een of twee procent van de prijzen die er enige decennia eerder voor betaald waren. Sinds de jaren zeventig wordt het werk van Alma Tadema weer meer gewaardeerd en verzameld en zijn de prijzen voor zijn werk met factoren 1.000 à 10.000 gestegen.
Eind jaren zestig van de 20e eeuw ontstond er opnieuw belangstelling voor de Victoriaanse schilderkunst. Een aantal goed bezochte tentoonstellingen zorgde voor een nieuwe impuls. Allen Funt, de bedenker en presentator van de Amerikaanse versie van de tv-show Candid Camera, was een verzamelaar van Alma Tadema's schilderijen in een tijd dat de reputatie van de schilder een dieptepunt had bereikt. In korte tijd kocht hij 35 werken, ongeveer 10% van de Alma Tadema's totale productie. Toen Funt door zijn accountant (die vervolgens zelfmoord pleegde) werd opgelicht, was hij in november 1973 gedwongen om zijn historische collectie bij Sotheby's in Londen te verkopen. Deze verkoop wakkerde de belangstelling voor Alma Tadema langzamerhand opnieuw aan.
Een duidelijk voorbeeld van de fluctuerende waardering toont de prijsgeschiedenis van The Finding of Moses (1904), een van Alma Tadema's beroemdste historische werken. De eerste koper had in 1904 5.250 pond voor het werk betaald. Vervolgens werd het werk in 1935 verkocht voor 861 pond en in 1942 voor 265 pond. In 1960 gaf de Newman Gallery opdracht aan veilinghuis Christie's om het werk te verkopen. Bij de veiling werd de reserveringsprijs echter niet bereikt, waarop het veilinghuis het werk zelf inkocht voor 252 pond. Het werk kwam nog in de jaren 60 via andere eigenaars voor $ 25,000 in handen van Allen Funt. In mei 1995 bracht het bij een veiling van Christie's in New York zo'n 1,75 miljoen pond op. Op 4 november 2010 werd The Finding of Moses voor 35.922.500 dollar (ongeveer 27 miljoen euro) bij Sotheby's New York verkocht aan een onbekende bieder, een recordprijs voor een werk van Alma Tadema en voor een Victoriaans schilderij.

## Werk

### Galerij

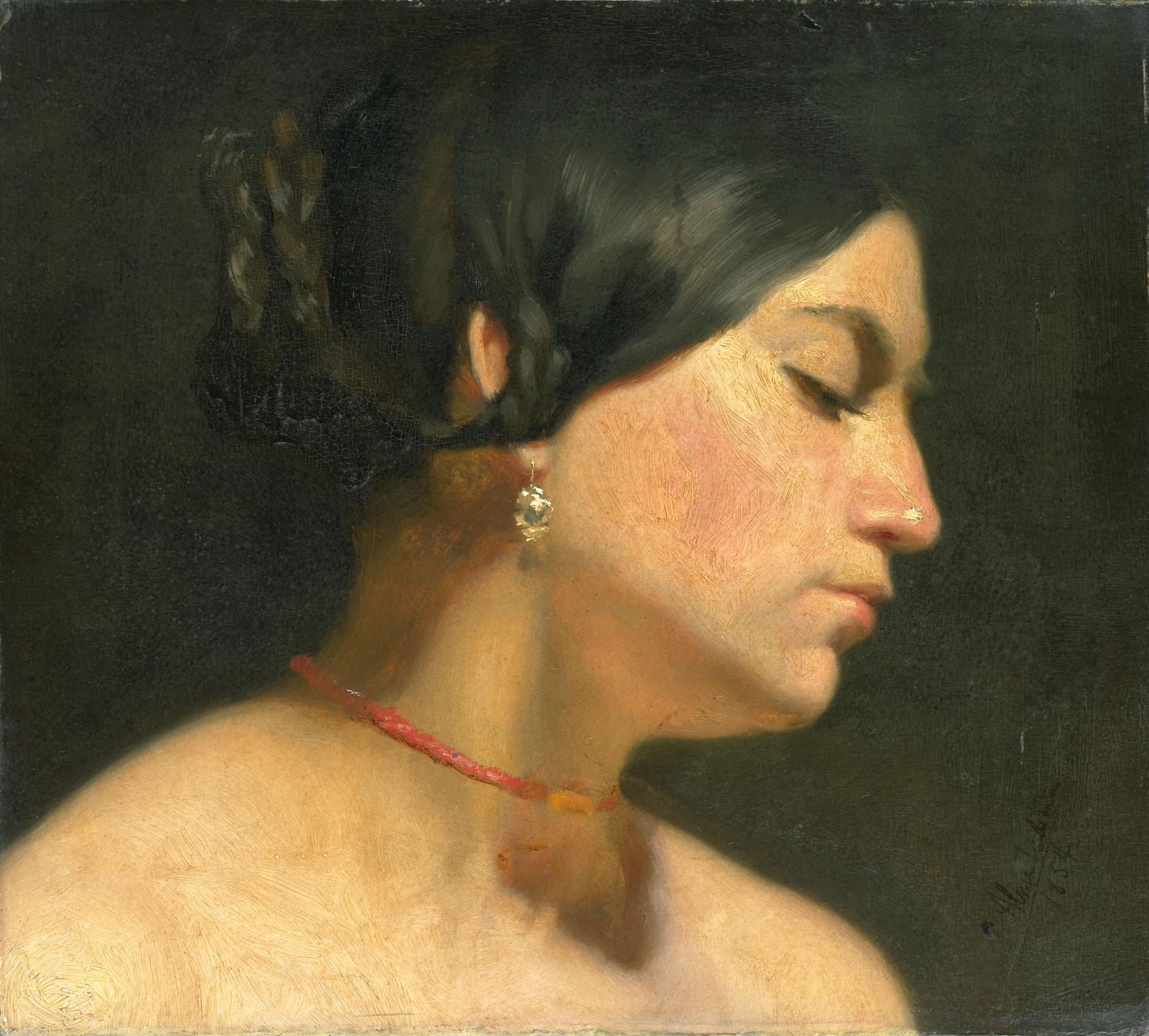
Maria Magdalena (gedeelte), 1854 (Rijksmuseum Amsterdam)
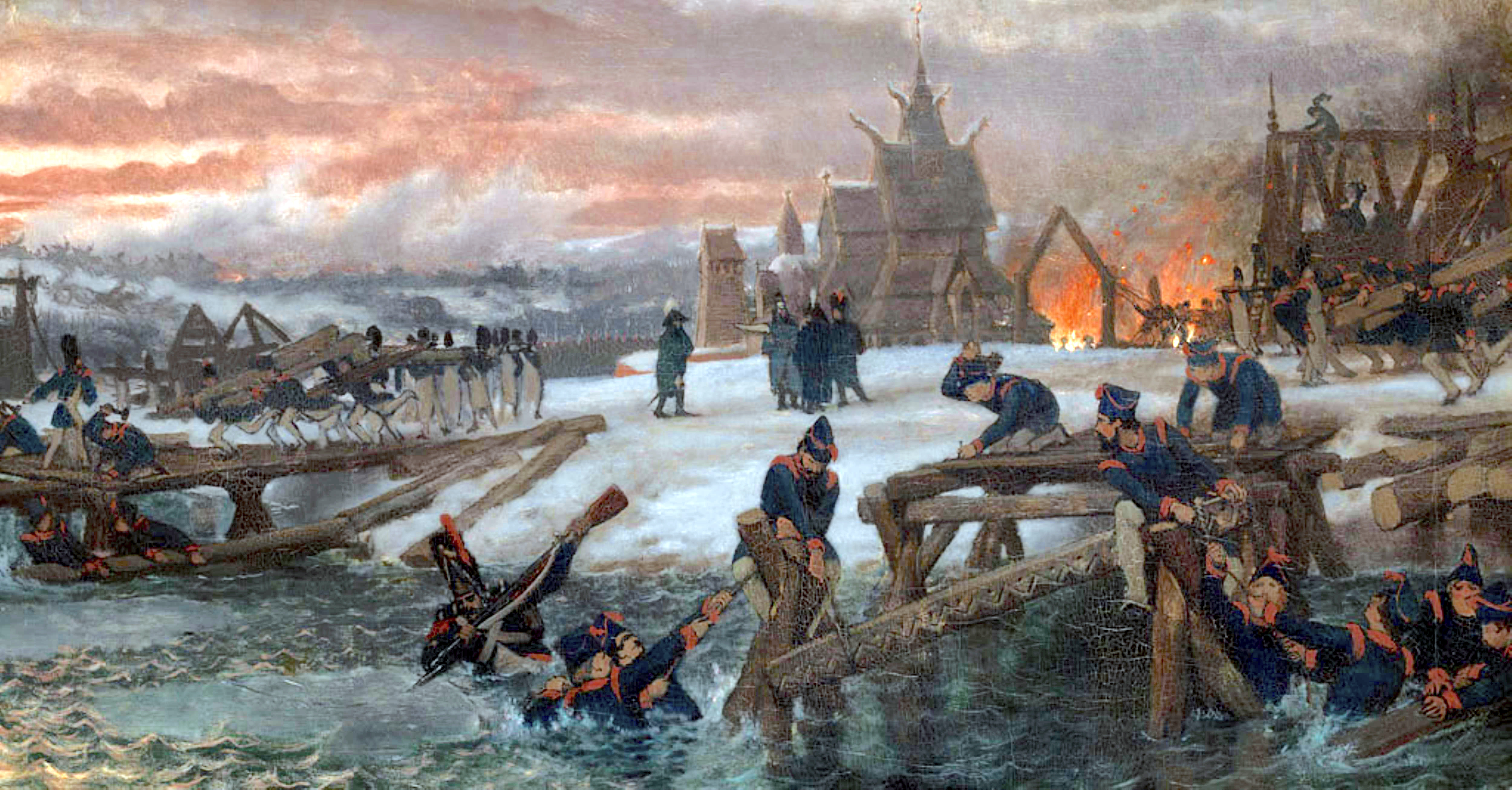
Anno 1812. Kapitein Benthien aan de Beresina, 1859-1869 (?). Olieverf op doek. Amsterdam Museum.
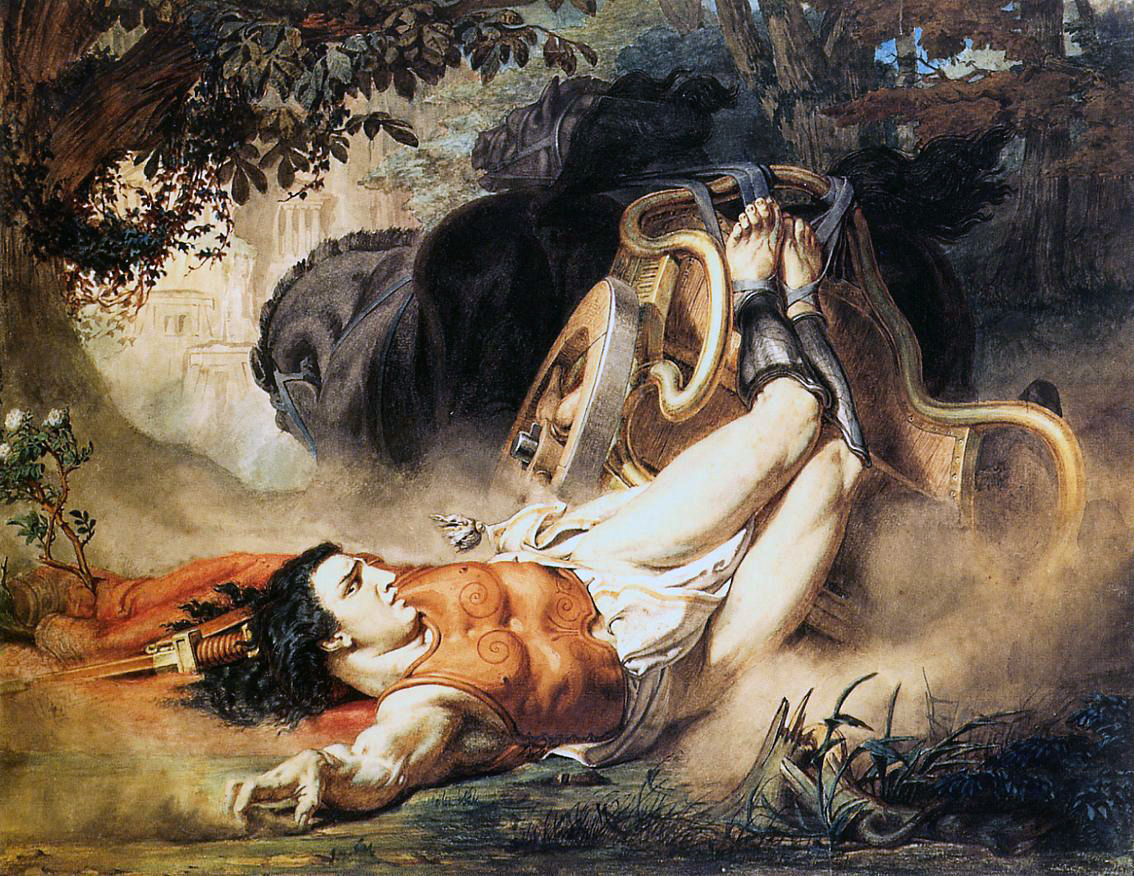
The Death of Hippolytus, 1860, Opus XIII (13). Olieverf op doek, privécollectie
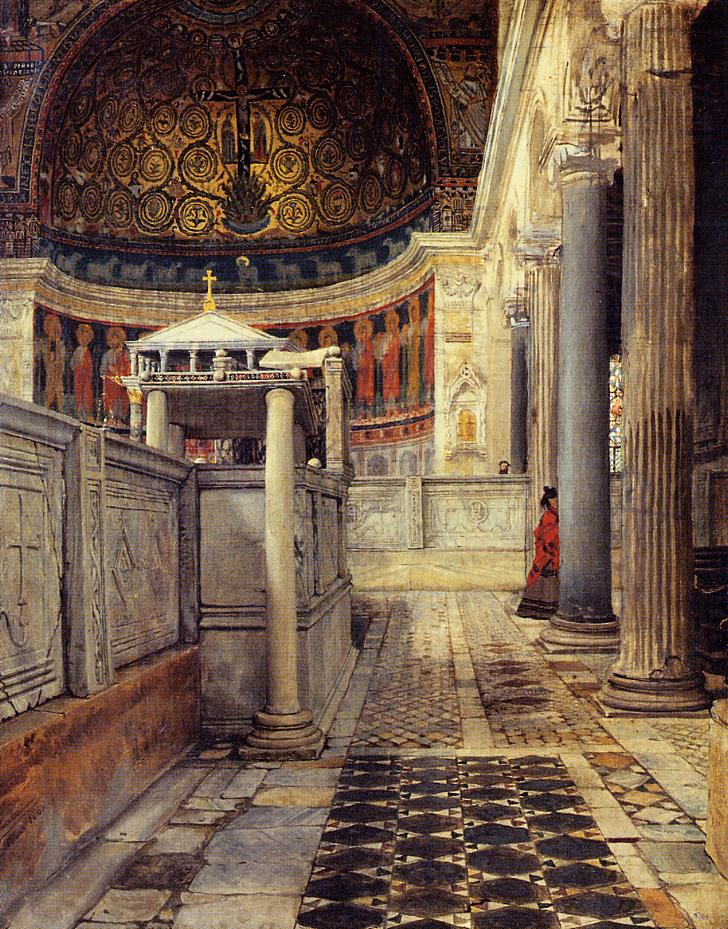
Chiesa San Clemente, Rome, 1863, Opus XIX (19). Olieverf op doek. Fries Museum, Leeuwarden
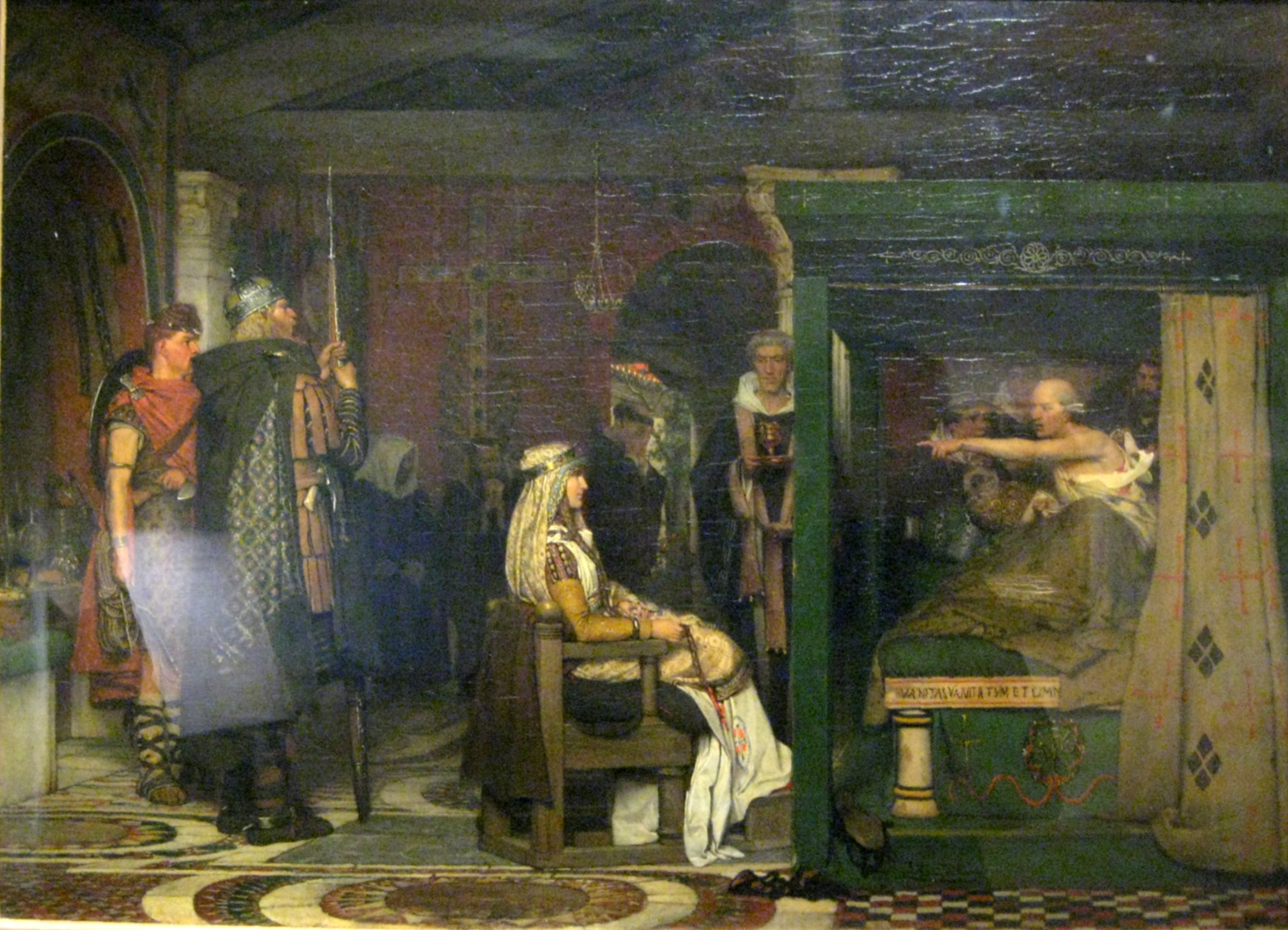
Fredegonde bezoekt bisschop Prætextatus op zijn sterfbed. 1864, Opus XX (20). Olieverf op doek. Foto Poesjkinmuseum, Moskou. Fries Museum, Leeuwarden
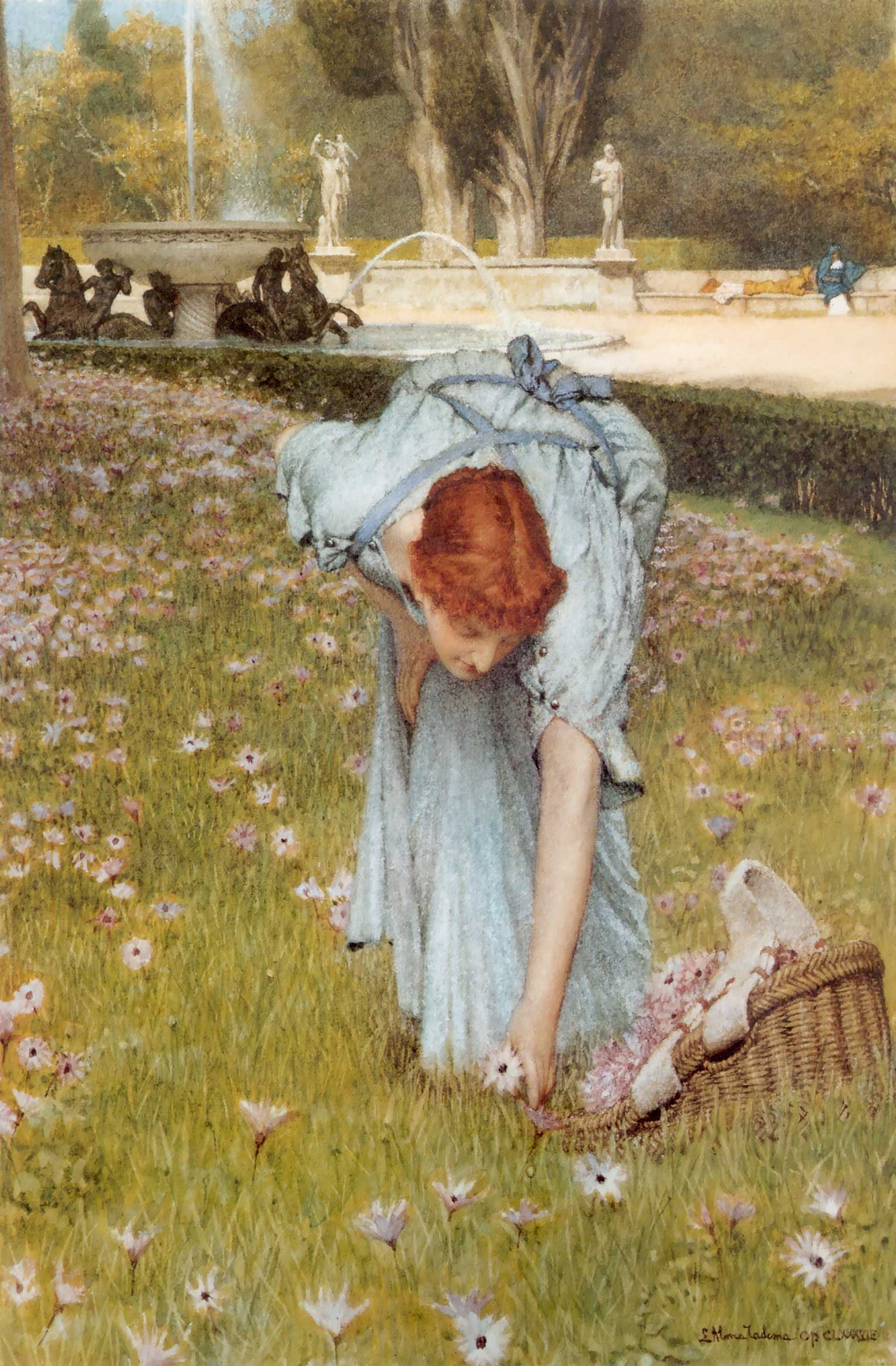
Flora – Spring in the Gardens of the Villa Borghese, 1877, Opus CLXXXVII (187). Aquarel, privécollectie
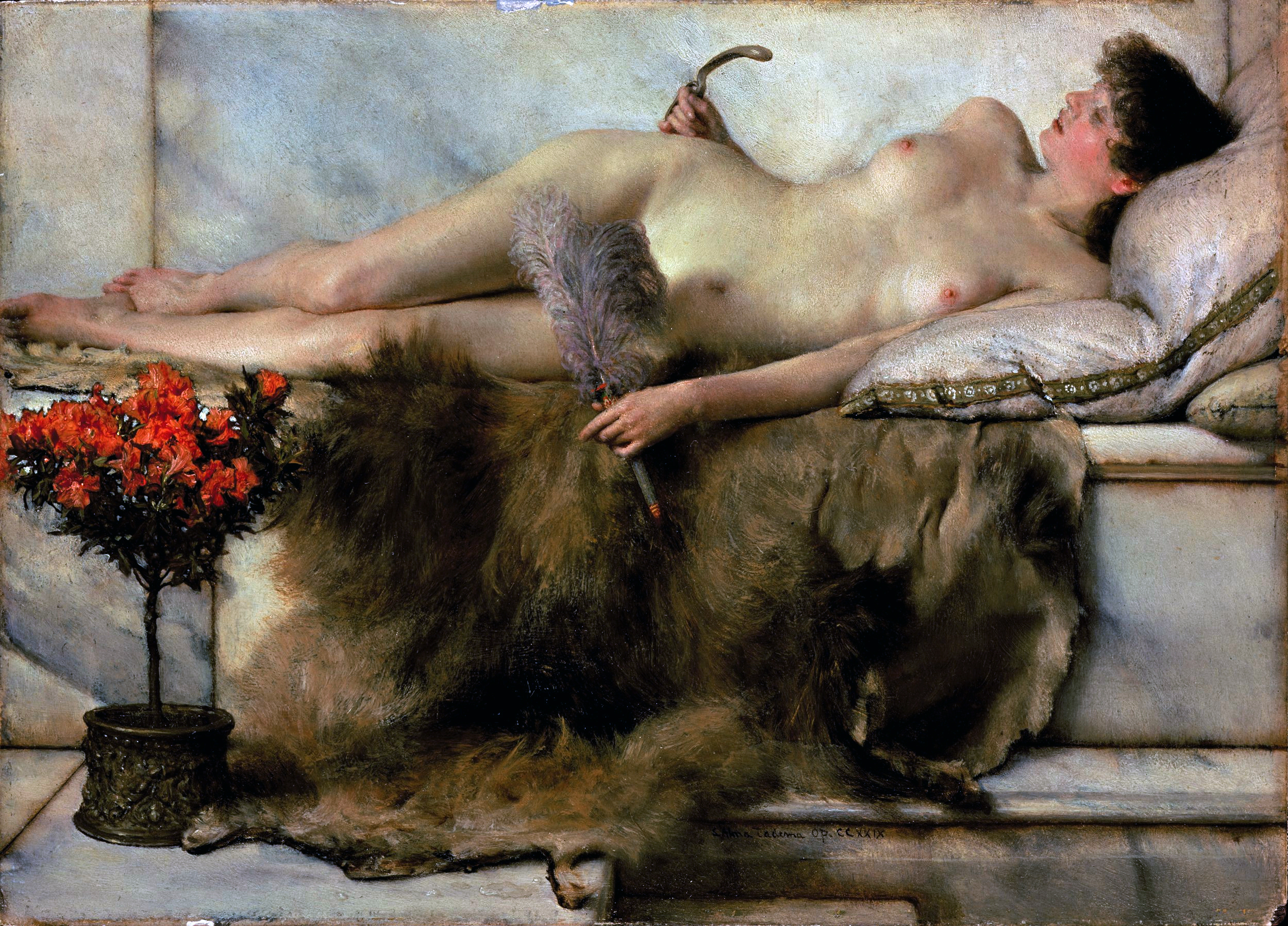
Het Tepidarium, 1881, Opus CCIX (229). Olieverf op paneel, Lady Lever Art Gallery, Port Sunlight, VK
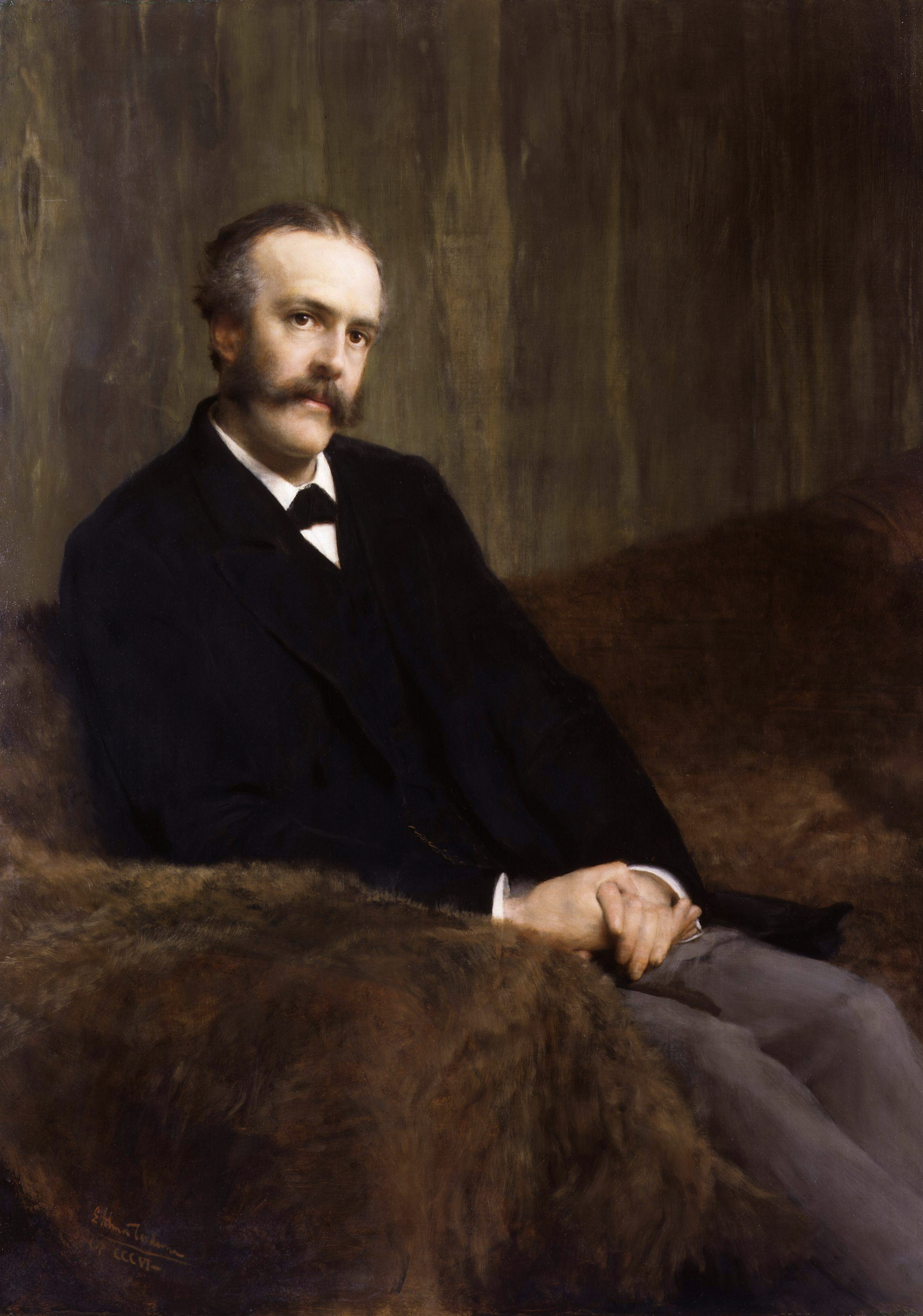
Portrait of the Right Hon. Arthur James Balfour, 1891, Opus CCCVI (306). Olieverf op doek, National Portrait Gallery, Londen, Engeland.
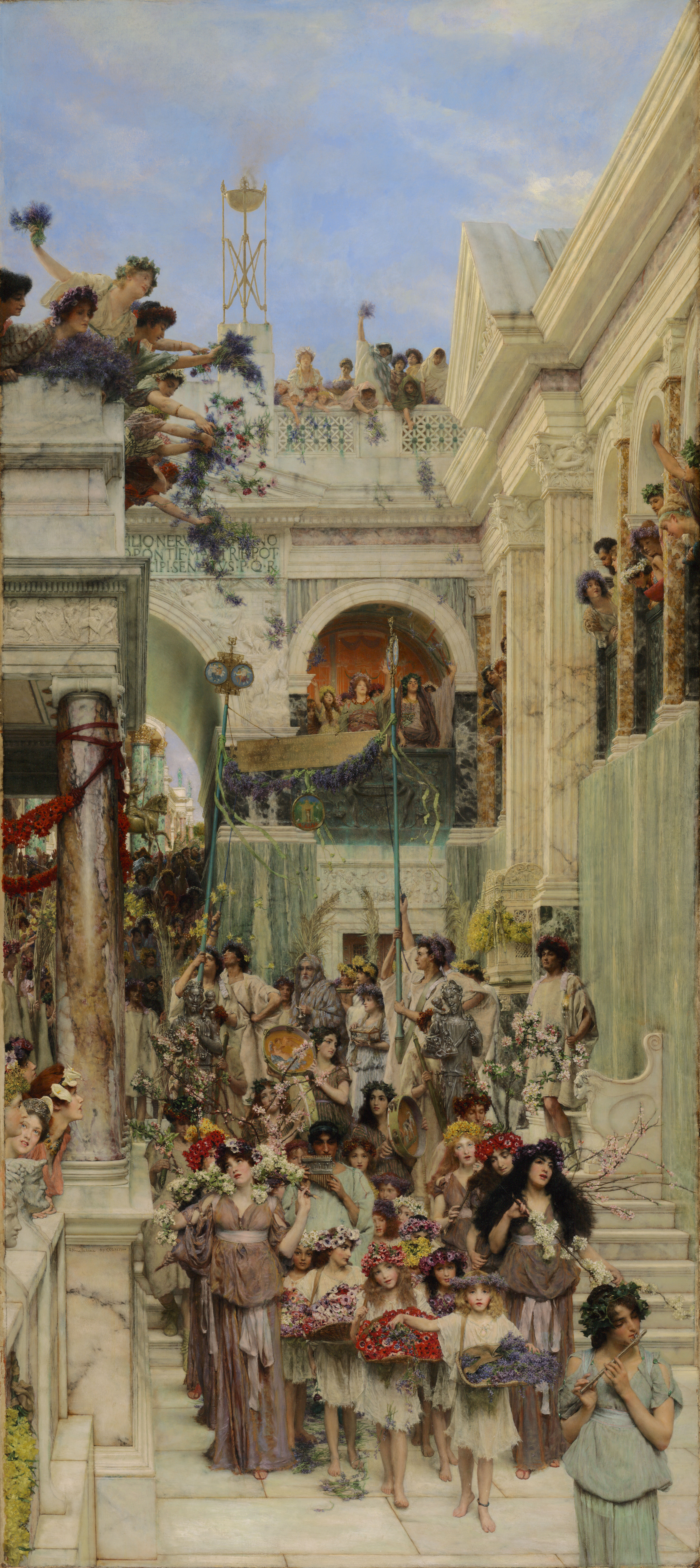
Spring, 1894, Opus CCCXXVI (326) olieverf op doek, 179,2 × 80,3 cm, J. Paul Getty Museum, Los Angeles. Het is een van Tadema's beroemdste werken, waaraan hij vier jaar werkte, en verbeeldt het Romeinse Cerealia-festival (hoewel de details er niet mee overeenkomen) met afgebeelde vrienden en gezinsleden.
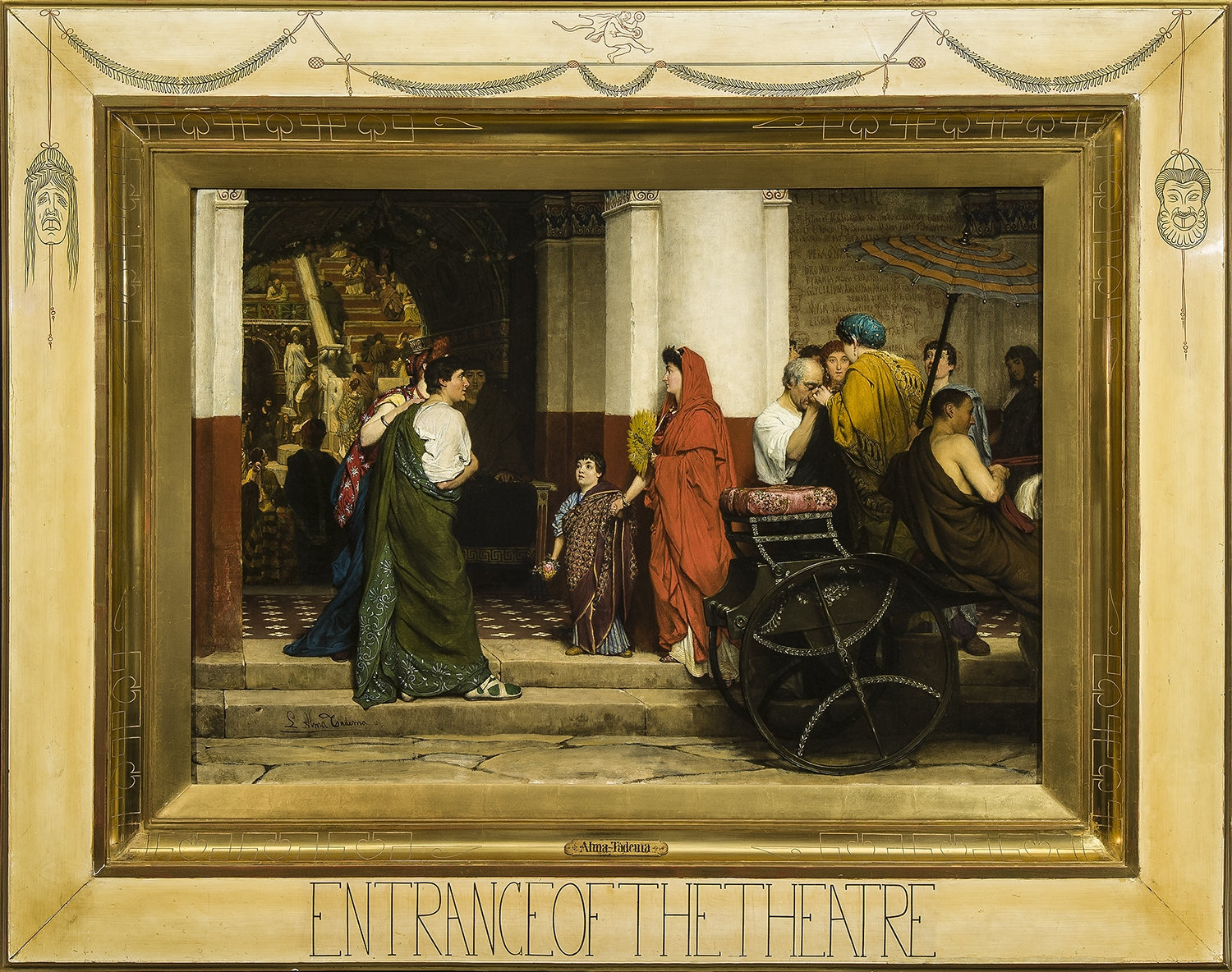
The Entrance to a Roman Theatre, 1866, doek 70,41 × 98,4 cm. Fries Museum 2015
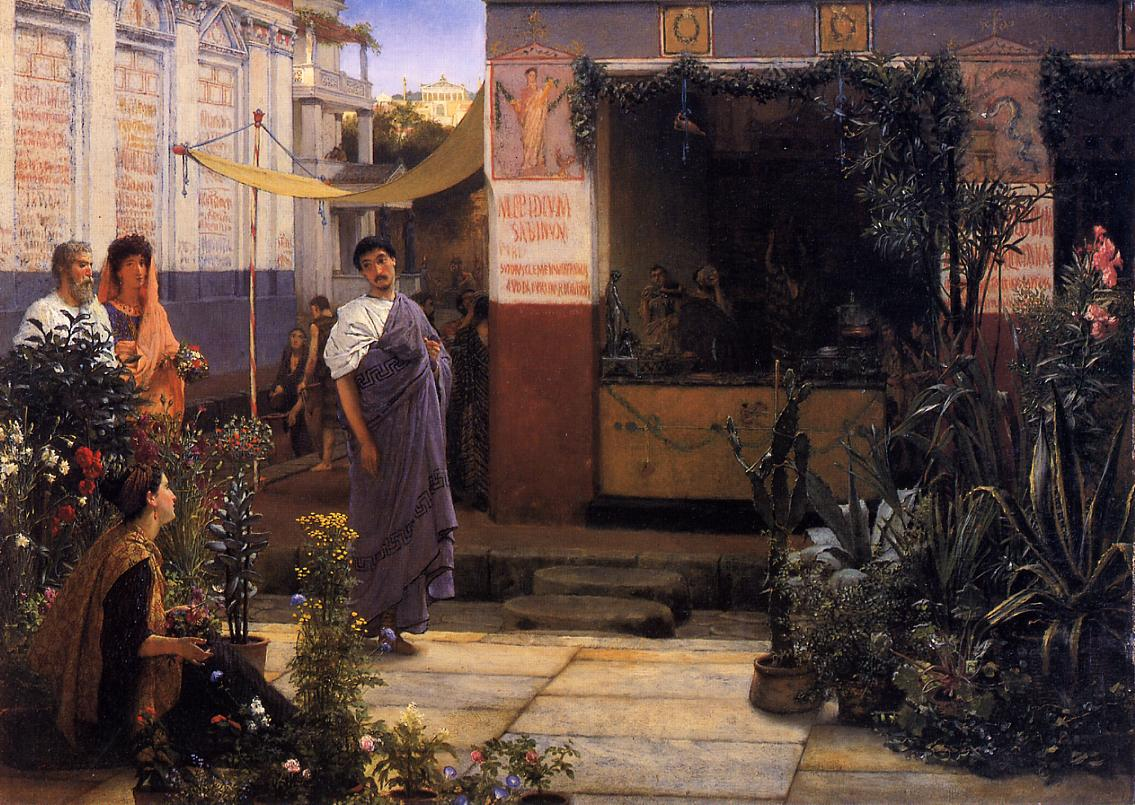
Romeinse bloemenmarkt, 1868, Olieverf op paneel, Manchester Art Gallery. De cactus en de agaves zijn een anachronisme
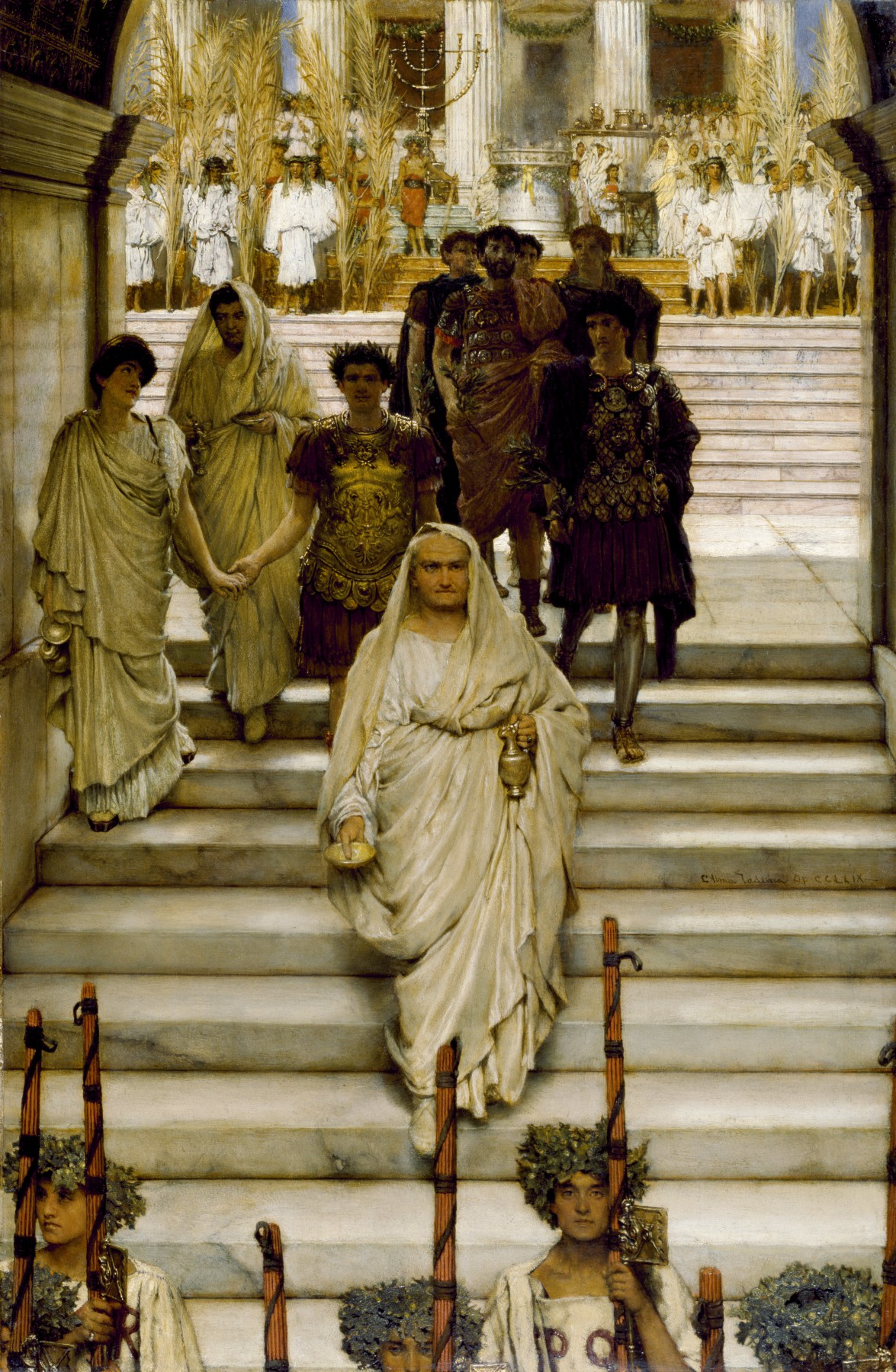
In 71 hield Vespasianus samen met zijn zoon Titus een indrukwekkende triomftocht door Rome om de overwinning op de Joden te vieren. Op de voorgrond loopt Vespasianus, links achter hem Titus met zijn dochter Julia en daarachter Domitianus. Julia en Domitianus zouden een relatie met elkaar hebben gehad. In de achtergrond is de zevenarmige kandelaar te zien die Titus uit de verwoeste tempel van Jeruzalem had meegenomen. Olieverf op doek, 1886

### Onvolledige lijst van zijn werk
Voor de opuslijst naar V. Swanson zie.
- Portret van mijn zuster Artje, 1851. Olieverf op doek.
- Zelfportret, 1852. Olieverf op doek. Fries Museum, Leeuwarden
- Portret van mijn moeder, 1852. Olieverf op doek, ovaal. Fries Museum, Leeuwarden.
- Maria Magdalena, 1854. Olieverf op doek. Rijksmuseum Amsterdam. Komt niet voor op de opuslijst.[33]
- The Massacre of the Monks of Tamond, 1855. Potlood, aquarel en gouache. Privécollectie. Komt niet voor op de opuslijst.[33]
- De overstroming van de Biesbosch in 1421, 1856. Olieverf op doek.
- Faust en Marguerite, 1857. Aquarel op papier. John Constable Esq., VK
- Anno 1812. Kapitein Benthien aan de Beresina, 1851-1897 (?). Olieverf op doek. Amsterdam Museum
- De verwoesting van de Abdij in Terdoest in 1571, 1857. Olieverf op doek. Tegen 1859 vernietigd.[34]
- The Death of Hippolytus, 1860. Olieverf op doek. Privécollectie
- The Roman Wine Tasters, 1861. Olieverf op doek. Privécollectie
- De opvoeding van de kinderen van Clovis (eerste versie), 1861. Olieverf op paneel. M. Knoedler & Co., New York, VS
- De Romeinse dichter Venantius Fortunatus leest zijn gedichten voor aan Radagonda VI, 1862. Olieverf op doek. Dordrechts Museum, Dordrecht
- Chiesa San Clemente, Rome, 1863. Olieverf op doek. Fries Museum, Leeuwarden
- Pastimes in Ancient Egypt, 3,000 Years Ago, 1863. Olieverf op doek. Harris Museum and Art Gallery, Preston, VK
- Leaving Church in the Fifteenth Century, 1864. Olieverf op doek. Privécollectie
- Catullus at Lesbia's, 1865. Olieverf op doek. Privécollectie
- Egyptian Chess Players, 1865. Olieverf op doek. Privécollectie
- Gallo Roman Women, 1865. Olieverf op doek. Privécollectie
- The Soldier of Marathon, 1865. Olieverf op doek.
- The Discourse, 1865. Olieverf op doek. Privécollectie, VS
- Entrance to a Roman Theatre, 1866. Olieverf op doek. Fries Museum, Leeuwarden
- Preparations for the Festivities, 1866. Olieverf op doek. Sterling and Francine Clark Art Institute, Williamstown, Massachusetts, VS
- Lesbia Weeping over a Sparrow, 1866. Olieverf op paneel. Privécollectie
- A Picture Gallery, 1866. Olieverf op doek. Fine Art Society, Londen, VK
- Tibullus at Delia's, 1866. Olieverf op doek. Museum of Fine Arts, Boston, VS
- In the Peristyle, 1866. Olieverf op paneel. Privécollectie
- Agrippina with the Ashes of Germanicus, 1866. Opus XXXVII (37). Olieverf op hout. Privécollectie, Collection of Fred and Sherry Ross (New Jersey, United States)
- Tarquinius Superbus, 1867. Olieverf op paneel. Privécollectie
- A Collection of Pictures at the Time of Augustus, 1867. Olieverf op paneel. Privécollectie
- Proclaiming Claudius Emperor, 1867. Olieverf op paneel. Privécollectie
- Portrait of Mme Bonnefoy and M. Puttemans, 1867. Olieverf op doek. Privécollectie
- A Sculpture Gallery, 1867. Olieverf op doek. Montreal Museum of Arts, Montreal, Canada
- A Roman Art Lover, 1868. Olieverf op hout. Yale University Art Gallery, New Haven, Connecticut, VS
- The Honeymoon, 1868. Olieverf op paneel. Privécollectie
- A Roman Family, 1868. Olieverf op paneel. Privécollectie, VK
- A Birth Chamber, Seventeenth Century, 1868. Olieverf op paneel. Privécollectie
- Phidias Showing the Frieze of the Parthenon to his Friends, 1868. Olieverf op doek. Birmingham Museum and Art Gallery (Birmingham, United Kingdom)
- Boating, 1868. Olieverf op doek. Privécollectie
- Romeinse Bloemenmarkt, 1868. Olieverf op paneel. Manchester Art Gallery
- An Exedra, 1869. Opus LXVIII (68). Olieverf op doek. Privécollectie
- A Pyrrhic Dance, 1869. Olieverf op doek. Guildhall Art Gallery, Londen, VK
- Prose, 1869. Olieverf op doek. Privécollectie
- Confidences, 1869. Olieverf op doek. Privécollectie
- A Greek Woman, 1869. Olieverf op doek. Privécollectie
- The Vintage Festival, 1870. Olieverf op doek. Privécollectie
- Egyptian Juggler, 1870. Olieverf op doek. Privécollectie
- A Roman Art Lover, 1870. Olieverf op hout. Milwaukee Art Museum, Milwaukee, VS
- The Epps Family Screen, 1870-1871. Olieverf op doek. Privécollectie
- Portrait Of Miss Laura Theresa Epps (Lady Alma-Tadema), omstreeks 1871. Olieverf op doek. Privécollectie
- Pottery Painting, 1871. Olieverf op doek. Privécollectie
- A Roman Emperor AD41, 1871. Olieverf op doek. Privécollectie
- An Egyptian Widow, 1872. Olieverf op paneel. Rijksmuseum Amsterdam
- A Votive Offering, 1873. Aquarel. Privécollectie
- This is our Corner, 1873. Olieverf op hout. Toont de dochters van de schilder Laurence Alma-Tadema en Anna Alma-Tadema. Van Gogh Museum, Amsterdam
- Cherries, 1873. Olieverf op doek. Privécollectie
- Exhausted Maenades after the Dance, omstreeks 1873-1874. Olieverf op doek. Privécollectie
- A Picture Gallery, 1874. Olieverf op doek. Burnley Borough Council, Towneley Hall Art Gallery, VK
- The Sculpture Gallery, 1874. Olieverf op doek. Memorial Art Gallery of the University of Rochester, Rochester, New York, VS
- An Audience at Agrippa's, 1876. Olieverf op doek. Dick Institute, Kilmarnock
- Ninetyfour Degrees in the Shade, 1876. Olieverf op doek. Fitzwilliam Museum, Cambridge, VK
- Balneatix, 1876. Aquarel op papier. Setton Collection, Parijs
- Dalou, His Wife and His Daughter, 1876. Olieverf op doek. Musée d'Orsay, Parijs
- Pleading, 1876. Olieverf op doek. Guildhall Art Gallery, Londen
- A Bath (An Antique Custom), 1876. Olieverf op doek. Privécollectie
- Flora, 1877. Aquarel. Privécollectie
- A Sculptor's Model, 1877. Olieverf op doek. Privécollectie
- A Hearty Welcome, 1878. Olieverf op doek. Privécollectie
- In the Time of Constantine, 1878. Olieverf op doek. Privécollectie
- Portrait of the Singer George Henschel, 1879. Olieverf op doek. Privécollectie
- Not at Home, 1879. Olieverf op doek. Privécollectie
- Strigils and Sponges, 1879. Aquarel. Privécollectie
- Poetry, 1879. Olieverf op doek. Privécollectie
- After the Audience, 1879. Olieverf op doek. Privécollectie
- The Tepidarium, 1881. Olieverf op paneel. Lady Lever Art Gallery, Port Sunlight, VK
- An Audience, 1881. Olieverf op doek
- Sappho and Alcaeus, 1881. Olieverf op doek. Privécollectie
- The explanation – an old history, 1882.
- The Parting Kiss, 1882. Olieverf op doek. Privécollectie
- Welcome footsteps, 1883. Olieverf op doek. Privécollectie
- Portrait of Anna Alma-Tadema, 1883. Olieverf op doek. Privécollectie
- Portrait of Professor Giovanni Battista Amendola, 1883. Olieverf op doek. Privécollectie
- Roman Potter, 1884. Olieverf op doek. Musée d'Orsay, Parijs
- Who is it?, 1884. Olieverf op doek. Privécollectie
- Hadrian Visiting a Romano British Pottery, 1884. Olieverf op doek. Stedelijk Museum Amsterdam
- Miss Alice Lewis, 1884. Olieverf op doek. Zanesville Art Center, Ohio, VS
- Anthony and Cleopatra, 1885. Olieverf op paneel. 65,5 × 92 cm. Privécollectie
- Expectations, 1885. Olieverf op doek. Privécollectie
- The Triumph of Titus, 1885. Olieverf op doek. Privécollectie
- A Reading from Homer, 1885. Olieverf op doek. Philadelphia Museum of Art
- An Apodyterium, 1886. Olieverf op paneel. Mr. & Mrs. Joseph M. Tenenbaum, Toronto, Canada
- The Women of Amphissa, 1887. Olieverf op doek. The Clark Institute, Williamstown, VS
- The Roses of Heliogabalus, 1888. Olieverf op doek. Privécollectie
- The Favourite Poet, 1888. Olieverf op doek. Privécollectie
- A Dedication to Bacchus, 1889. Olieverf op doek. Privécollectie
- The Frigidarium, 1890. Olieverf op doek
- Promise of Spring, 1890. Olieverf op doek. Privécollectie
- Love Votaries, 1891. Olieverf op doek. Laing Art Gallery, Newcastle-upon-Tyne, VK
- An Earthly Paradise, 1891. Olieverf op doek. Privécollectie
- A Kiss, 1891. Olieverf op doek. Privécollectie
- Comparisons, 1892. Olieverf op doek. Privécollectie
- Unconscious Rivals, 1893. Olieverf op paneel. Bristol Museum and Art Gallery, Bristol, VK
- In My Studio, 1893. Olieverf op doek
- Spring, 1894. Olieverf op doek. J. Paul Getty Museum, Malibu, VS
- A Coign of Vantage,1895. Olieverf op paneel. Privécollectie
- The Coliseum, 1896. Olieverf op paneel. Privécollectie, VS
- A Family Group, 1896. Olieverf op paneel. Royal Academy of Arts, Londen, VK
- A Difference of Opinion, 1896. Olieverf op paneel. Privécollectie, VK
- Self-Portrait, 1896. Olieverf op doek. Uffizi, Florence, Italië
- "Nobody Asked You, Sir!" She Said, 1896. Aquarel op papier. Art Gallery of South Australia, Adelaide, Australië
- Whispering Noon, 1896. Olieverf op doek. Privécollectie
- A Difference of Opinion, 1896. Olieverf op doek. Privécollectie, VS
- Maurice Sens, 1896. Olieverf op doek. Privécollectie
- Golden Hour, 1897. Olieverf op doek. Privécollectie
- Hero, 1898. Olieverf op doek. Brian Yoder's GoodArt Gallery
- The Baths of Caracalla, 1899. Olieverf op doek. Privécollectie, VK
- Bluebells, 1899. Olieverf op doek
- A Flag of Truce, 1900. Olieverf op paneel. Mr. & Mrs. Harold H. Stream, New Orleans, VS
- Vain Courtship, 1900. Olieverf op doek. Privécollectie
- Unwelcome confidences, 1902. Olieverf op paneel. Privécollectie
- Portrait of a Woman, 1902. Olieverf en pastel op papier. Privécollectie
- The Year's at the Spring, all's right with the World, 1902. Olieverf op doek. Privécollectie
- Among the Ruins, 1902-1904. Olieverf op doek. Privécollectie
- Silver Favourites, 1903. Olieverf op paneel. City of Manchester Art Gallery, Manchester, VK
- Under the Roof of Blue Ionian Weather, 1903. Olieverf op doek. Privécollectie
- The Finding of Moses, 1904. Olieverf op doek. Privécollectie, VK
- A World of Their Own, 1905. Olieverf op doek. Taft Museum, Cincinnati, Ohio, VS
- Ask me no more, 1906. Olieverf op doek. Privécollectie
- Bacchante, 1907. Olieverf op paneel. Privécollectie, VK
- Caracalla and Geta, Bear Fight in the Coliseum: AD 203, 1907. Olieverf op paneel. 123 × 154 cm. Privécollectie
- At Aphrodite's Cradle, 1908. Olieverf op doek. Dr. & Mrs. Irving-Warner, Californie, VS
- A Favourite Custom, 1909. Olieverf op paneel. Tate Gallery, Londen, VK
- Caracalla and Geta, 1909. Olieverf op doek. Privécollectie
- The Voice of Spring, 1910. Olieverf op doek. Privécollectie
- Summer Offering, 1911. Olieverf op paneel. Dr. George Nicholson, Oregon, VS
- Preparation in the Coliseum, 1912. Opus CCCCVIII (408). Olieverf op doek. Privécollectie

## Werk in openbare collecties (selectie)
- De Mesdag Collectie, Den Haag
- Fries Museum, Leeuwarden
- Rijksmuseum Amsterdam zoekresultaat
- Van Gogh Museum, Amsterdam
- J. Paul Getty museum, Los Angeles

### Engelstalig
- (en) Ash, Russell: Sir Lawrence Alma-Tadema, Harry N. Abrams Inc. New York, 1990, ISBN 0-8109-1898-6
- (en) Barrow R.J.: Lawrence Alma-Tadema, Phaidon Press Inc , 2001, ISBN 0-7148-3918-3
- (en) Reitlinger, Gerald: The Economics of Taste, Vol I: The Rise and Fall of Picture Prices 1760-1960, Barrie and Rockliffe, Londen, 1961
- (en) Swanson, Vern G.: Alma-Tadema : The painter of the Victorian vision of the ancient world, Charles Scribner'sons, New York, 1977, ISBN 0-684-15304-1
- (en) Swinglehurst, Edmund: Lawrence Alma-Tadema, Thunder Bay Press, Canada, 2001, ISBN 1-57145-269-9